# Eurovision Song Contest 2021
Der 65. Eurovision Song Contest fand im Zeitraum vom 18. bis zum 22. Mai 2021 im Rotterdam Ahoy in der niederländischen Stadt Rotterdam statt, nachdem Duncan Laurence den Eurovision Song Contest 2019 im israelischen Tel Aviv mit dem Lied Arcade für die Niederlande gewinnen konnte und die Veranstaltung 2020 in Rotterdam wegen der COVID-19-Pandemie abgesagt worden war. Damit wurde das Land nach 1958, 1970, 1976 und 1980 zum fünften Mal Gastgeber des Eurovision Song Contests.
Am 20. März 2020 gab die Europäische Rundfunkunion (EBU) bekannt, dass die Referenzgruppe des ESC nach den geltenden Regeln entschieden habe, dass die Lieder, die ursprünglich für 2020 ausgewählt worden seien, nicht für 2021 nochmal eingereicht werden dürften. Es war den Rundfunkanstalten der teilnehmenden Länder überlassen, ob derselbe oder ein anderer Künstler für den ESC 2021 ausgewählt werden sollte.
Den Wettbewerb gewann mit 524 Punkten für Italien die Rockband Måneskin mit dem von ihr selbst geschriebenen Lied Zitti e buoni. Es war der erste italienische Beitrag seit 1990, der den Sieg holen konnte. Insgesamt war es der dritte Sieg für das Land beim Wettbewerb. Die Französin Barbara Pravi belegte mit Voilà den zweiten Platz. Den dritten Platz erreichte Gjon’s Tears für die Schweiz mit dem Song Tout l’univers, welches mit 267 Punkten die meisten Jurypunkte erzielte. Die ersten drei Plätze gingen somit zum ersten Mal seit 1995 an nicht-englischsprachige Beiträge.
Österreich, vertreten durch Vincent Bueno mit Amen, schied bereits im Halbfinale aus. Deutschland belegte mit dem von Jendrik gesungenen Beitrag I Don’t Feel Hate den vorletzten Platz.

## Austragungsort
Da der ESC 2020 – welcher in Rotterdam hätte stattfinden sollen – aufgrund der COVID-19-Pandemie abgesagt werden musste, war die EBU als Ausrichter in Gesprächen mit den Rundfunkgesellschaften NPO, NOS und AVROTROS sowie der Stadt Rotterdam, ob die Ausgabe 2021 in Rotterdam ausgetragen werden kann.
Am 8. April 2020 wurde bekannt, dass die Entscheidung, ob Rotterdam die Veranstaltung 2021 ausrichten wird, am 23. April 2020 gefällt werden sollte. Die EBU hatte der Stadt Rotterdam ein Ultimatum gestellt, so dass diese entscheiden musste, ob sie als Ausrichter fungieren möchte oder ob die EBU einen neuen Ausrichter suchen müsste. Die Stadt Rotterdam sollte am 23. April 2020 im Stadtrat darüber entscheiden, ob für 2021 weitere Kosten bezüglich des ESC anfallen sollten. Bereits für die abgesagte Veranstaltung 2020 fielen bei der Stadt Kosten in Höhe von 8,1 Millionen Euro an. Von diesen angefallenen Kosten waren etwa 6,7 Millionen Euro durch nicht abgeschlossene Versicherungen nicht gedeckt. Am 23. April 2020 entschied sich der Stadtrat von Rotterdam, dass er die 6,7 Millionen Euro bereitstellen würde.
Am 16. Mai 2020 wurde im Rahmen von Eurovision: Europe Shine a Light Rotterdam als Veranstaltungsort des Eurovision Song Contests 2021 präsentiert.

## Format

### Executive Supervisor
Im Januar 2020 gab die EBU bekannt, dass Martin Österdahl nach dem ESC 2020 die Nachfolge von Jon Ola Sand als neuer Executive Supervisor des Eurovision Song Contest antreten wird. Vor der Ernennung war Österdahl ausführender Produzent der Ausgaben 2013 und 2016 und zwischen 2012 und 2018 Mitglied der Referenzgruppe des Eurovision Song Contest.

### Motto und Logo
Am 18. September 2020 gab die EBU bekannt, dass das Motto vom abgesagten Wettbewerb 2020 Open Up behalten wird. Das Design des Logos sollte laut Executive Producer Sietse Bakker trotzdem überarbeitet werden.
Am 4. Dezember 2020 veröffentlichte die EBU das neue Logo für den Wettbewerb 2021. Es orientiert sich stark am Design des Jahres 2020, allerdings sind die abstrakten Flaggen der Länder nicht mehr nach Debütjahr des jeweiligen Landes sortiert. Für 2021 sind die Flaggen nach Lage der jeweiligen Hauptstädte rund um Rotterdam als zentraler Austragungsort in der Mitte angeordnet. Ausgearbeitet wurde das Design von der Agentur Clever ° Franke, die auch für das Logodesign 2020 verantwortlich waren.

### „Postkarten“
Die Postkarten zeigen stilisierte Tiny Houses, die zu allen Seiten offen einsehbar sind. Die Häuser befinden sich an 39 Orten in den Niederlanden und zeigen besondere Plätze in der Natur, das Stadtleben oder die Architektur des Landes. Die jeweiligen Orte sind individuell für die Künstler ausgewählt und nehmen zu ihnen Bezug.
In den Häusern werden die Künstler anhand von aufgenommenen Bildern und individueller Einrichtung vorgestellt. Die Bilder sind in den Heimatländern der Künstler aufgenommen worden. Am Ende des Videos sind die Darsteller als Hologramm in oder an ihrem Tiny House zu sehen.

### Bühnendesign

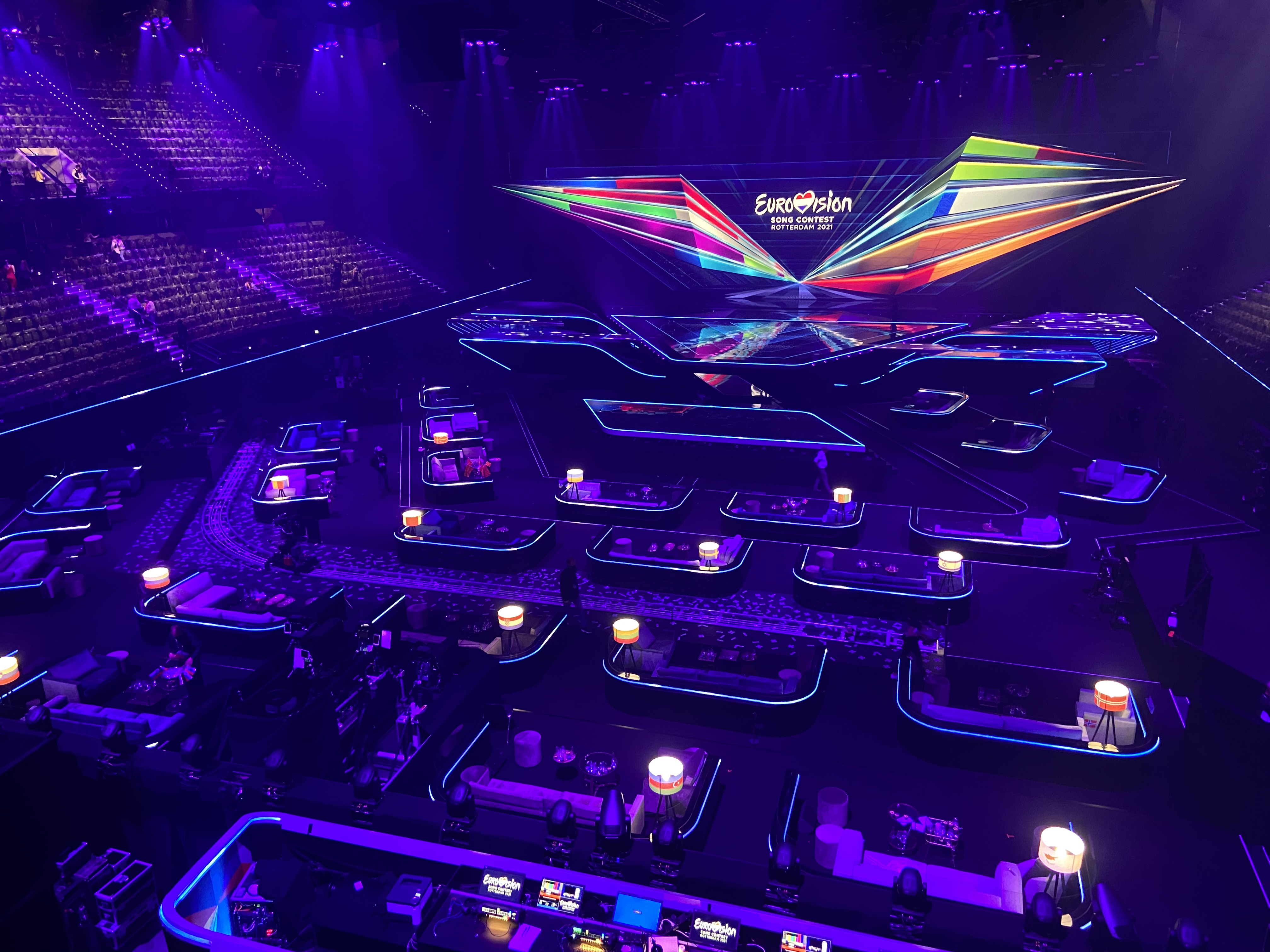
Die Bühne und der Green Room in der Arena

Am 15. Mai 2020 bestätigte Sietse Bakker, Executive Producer des ESC 2021, dass das Bühnendesign, welches für die Ausgabe 2020 vorgesehen war, für 2021 genutzt wird. Als Grund gab er an, dass dies bereits fertig vorbereitet sei.

### Moderation
Am 18. September 2020 bestätigte die EBU, dass der Wettbewerb 2021 von dem 2020 ausgewählten Quartett bestehend aus Chantal Janzen, Jan Smit, Edsilia Rombley und Nikkie de Jager (NikkieTutorials) moderiert werden würde.

### Anpassung an die COVID-19-Pandemie
Aufgrund der anhaltenden COVID-19-Pandemie fand der Eurovision Song Contest 2021 unter besonderen Auflagen statt. So waren im Rotterdam Ahoy lediglich 3500 Gäste pro Show gestattet, die einen tagesaktuellen negativen Corona-Test vorweisen mussten. Dies entsprach in etwa 20 Prozent der Kapazität der Arena. Zusätzlich galten die gängigen Hygieneregeln. Bis auf die australische Teilnehmerin, deren Beitrag aus ihrem Heimatland eingespielt wurde und den isländischen Interpreten, die aufgrund eines Covid-19-Falls in der Band nur mit der Aufzeichnung einer Probe teilnahmen, traten alle Interpreten live in Rotterdam auf.

### Aufgezeichneter Begleitgesang
Damit die Austragung des Wettbewerbs reibungslos gewährleistet wird, wurde seitens der EBU am 18. Juni 2020 angekündigt, dass es 2021 erstmals probeweise erlaubt sein soll, den Begleitgesang der teilnehmenden Beiträge vom Band abspielen zu können. Diese Regeländerung soll die Kosten der teilnehmenden Länder senken, da diese dadurch mit kleineren Delegationen einreisen können, so dass auf Begleitsänger verzichtet werden kann. Die austragende Fernsehanstalt wird auch entlastet, da dadurch technische Hürden beseitigt werden. Diese Möglichkeit ist rein optional und lässt sich auch mit Live-Hintergrundgesang kombinieren. Der Hauptgesang wird wie bisher live gesungen. Ob diese Regeländerung auch für zukünftige Wettbewerbe Anwendung findet, wird nach dem ESC 2021 innerhalb der EBU diskutiert werden.

## Teilnehmer

Länder, die im Jahr 2021
nicht teilnahmen, aber in der Vergangenheit teilgenommen haben
teilnahmen
im Halbfinale ausschieden

### Länder
Bis zum 16. September 2020 hatten die teilnehmenden Länder Zeit, die benötigten Papiere bei der EBU einzureichen. Bis zum 10. Oktober 2020 hatte dann die jeweilige Fernsehanstalt, die das Teilnehmerland repräsentiert, noch Zeit, ihre Teilnahme ohne Strafe zurückzuziehen.
Am 26. Oktober 2020 gab die EBU dann bekannt, dass 2021 erneut 41 Länder teilnehmen werden. Es wäre das dritte Mal in Folge gewesen, dass 41 Länder an den Start gegangen wären. Ebenso wäre es das erste Mal seit 1990 gewesen, dass alle Länder des Vorjahres teilgenommen hätten. Jedoch zog am 5. März 2021 überraschend Armenien seine Teilnahme zurück. Somit hätten 40 Länder teilgenommen und damit so wenige wie zuletzt 2015. Es wäre ebenso erst das zweite Mal gewesen, dass 40 Länder an den Start gegangen wären. Am 26. März 2021 wurde allerdings bekanntgegeben, dass Belarus disqualifiziert wurde, da der eingereichte Beitrag nicht den Regularien der EBU entsprach. Demzufolge werden 39 Länder antreten, zuletzt nahmen 2013 so wenige Länder teil. In den letzten zehn Jahren nahmen lediglich 2014 noch weniger teil.

### Wiederkehrende Interpreten
Interpreten, die zuvor schon einmal beim Song Contest präsent waren, sind die Moldauer Sängerin Natalia Gordienko, die das Land bereits 2006 zusammen mit Arsenium vertrat, der österreichische Sänger Vincent Bueno, der 2017 als Begleitung für Nathan Trent fungierte, sowie Senhit, die 2011 San Marino bereits schon einmal vertrat. Auch Vasil trat 2019 für Nordmazedonien als Begleitung in Erscheinung. Zwei der drei Mitglieder der Gruppe Hurricane waren ebenso bereits beim Wettbewerb präsent. Sanja Vučić repräsentierte Serbien bereits 2016, Ksenija Knežević trat beim ESC 2015 als Hintergrundsängerin für Montenegro in Erscheinung. Auch die maltesische Interpretin Destiny trat bereits 2019 als Begleitsängerin für Michela Pace in Erscheinung. Darüber hinaus konnte Destiny den Junior Eurovision Song Contest 2015 für Malta gewinnen. Sie war damit die erste Junior-Eurovision-Song-Contest-Siegerin seit den Tolmatschowa-Schwestern im Jahre 2014 sein, die am Wettbewerb teilnahm. Auch die griechische Interpretin Stefania nahm bereits 2016 am JESC für die Niederlande als Teil des Trios Kisses teil.
| Land           | Interpret                                     | Vorherige(s) Teilnahmejahr(e)                             |
| -------------- | --------------------------------------------- | --------------------------------------------------------- |
| Malta          | Destiny Chukunyere                            | Begleitung: 2019                                          |
| Moldau         | Natalia Gordienko                             | 2006 (zusammen mit Arsenium & Connect-R)                  |
| Nordmazedonien | Vasil                                         | Begleitung: 2019                                          |
| Österreich     | Vincent Bueno                                 | Begleitung: 2017                                          |
| San Marino     | Senhit                                        | 2011                                                      |
| Serbien        | Ksenija Knežević (als Mitglied von Hurricane) | Begleitung: 2015 für Montenegro                           |
| Serbien        | Sanja Vučić (als Mitglied von Hurricane)      | 2016 (als ZAA Sanja Vučić)                                |
| Serbien        | Mladen Lukić (Begleitung)                     | 2018 (zusammen mit Sanja Ilić als Mitglied von Balkanika) |
| Serbien        | Mladen Lukić (Begleitung)                     | Begleitung: 2019                                          |

### Interpreten von 2020 beim Eurovision Song Contest 2021
Von den 2020 ausgewählten Interpreten kehren 26 Interpreten zur Veranstaltung 2021 zurück. Davon schafften The Roop aus Litauen und Uku Suviste aus Estland sich, wie im vorherigen Jahr, im nationalen Vorentscheid durchzusetzen.
Neue Interpreten, im Vergleich zu 2020, wurden hingegen von 14 Ländern ausgewählt. In Finnland und Schweden konnten sich die Interpreten, die im vorigen Jahr die nationalen Vorentscheide für sich entscheiden konnten, bei den für 2021 nicht noch einmal durchsetzen. In Deutschland zog sich der ausgewählte Interpret von 2020 während des Auswahlverfahrens für 2021 zurück.
|                 | Interpret von 2020 | Interpret von 2020  | neuer Interpret                  | neuer Interpret                                                                          | neuer Interpret       |
| interne Auswahl | nach Vorentscheid | interne Auswahl     | nach Vorentscheid                | nach Vorentscheid                                                                        |                       |
| interne Auswahl | nach Vorentscheid | interne Auswahl     | Interpret 2020 nahm nicht teil   | Interpret 2020 nahm teil                                                                 |                       |
| --------------- | --- | ------------------- | -------------------------------- | ---------------------------------------------------------------------------------------- | --------------------- |
| Land            | - Aserbaidschan - Australien - Belgien - Bulgarien - Georgien - Griechenland - Irland - Island - Israel - Lettland - Malta - Moldau - Niederlande - Nordmazedonien - Österreich - Rumänien - San Marino - Schweiz - Serbien - Slowenien - Spanien - Tschechien - Ukraine - Vereinigtes Königreich | - Estland - Litauen | - Deutschland a - Polen - Zypern | - Albanien - Dänemark - Frankreich - Italien - Kroatien - Norwegen - Portugal - Russland | - Finnland - Schweden |
| Anzahl          | 24 | 2                   | 3                                | 8                                                                                        | 2                     |
| Anzahl          | 24 | 2                   | 3                                | 10                                                                                       |                       |
| Anzahl          | 26 | 26                  | 13                               | 13                                                                                       | 13                    |
| Total           | 39 | 39                  | 39                               | 39                                                                                       | 39                    |

## Nationale Vorentscheidungen

### Belgien
Turnusgemäß wäre die wallonische Rundfunkanstalt Radio-télévision belge de la Communauté française (RTBF) für die Auswahl des Interpreten 2021 zuständig. Da der Wettbewerb 2020 aber abgesagt wurde, einigten sich RTBF und VRT darauf, dass VRT auch 2021 die Teilnahme übernimmt. RTBF wird somit erst 2022 wieder für die Teilnahme zuständig sein.
Am 20. März 2020 gab VRT bekannt, dass Hooverphonic, die Belgien bereits 2020 vertreten sollten, das Land 2021 beim Song Contest vertreten werden. Ihr Lied wurde erneut intern ausgewählt. Am 4. März 2021 wurde der von Alex Callier und Charlotte Foret komponierte Titel The Wrong Place sowie das dazugehörige Musikvideo veröffentlicht. Die Leadsängerin der Band wird Geike Arnaert sein, die 2020 nach 12 Jahren Abwesenheit zu Hooverphonic zurückkehrte und die bisherige Sängerin Luka Cruysberghs ersetzt.

### Deutschland
Am 18. März 2020 gab Thomas Schreiber bekannt, dass der Norddeutsche Rundfunk (NDR) sich erst mit seinem kreativen Team besprechen müsse, ob der deutsche Interpret von 2020 Ben Dolic auch 2021 für Deutschland antreten könnte. Ebenso war noch unklar, ob Deutschland 2021 überhaupt teilnehmen wird. Vor der Bekanntgabe, dass Rotterdam den Wettbewerb 2021 austrägt und dieser damit auch stattfinden werde, verwies Thomas Schreiber darauf, dass der NDR noch keine Entscheidung bezüglich 2021 traf, da es zu dem Zeitpunkt noch unklar war, ob der Wettbewerb 2021 überhaupt stattfinden werde. Ob Ben Dolic 2021 nochmals für Deutschland antrete, wollte der NDR auch von der Resonanz seines Auftritts in der Elbphilharmonie abhängig machen. Allerdings gab der NDR nach diesen Aktionen keine Entscheidung bezüglich 2021 bekannt.
Am 6. Juli 2020 gaben die ESC-Verantwortlichen Thomas Schreiber, Christian Blenker und Alexandra Wolfslast in einem Interview mit ESC-kompakt bekannt, dass der deutsche Vertreter für den ESC 2021 nach dem gleichen Prinzip gewählt werden soll wie im Vorjahr. Demnach sollen Interpret und Beitrag in einem mehrstufigen Verfahren von zwei unabhängigen Jurys ausgewählt werden. Ben Dolic war somit nicht automatisch gesetzt, jedoch sollte er, gemeinsam mit dem Komponisten Borislaw Milanow, einen neuen Titel für die Auswahl einreichen. Im November 2020 gab Dolic bekannt, beim ESC 2021 kein Teilnehmer zu sein.
Am 6. Februar 2021 wurde bekannt gegeben, dass Jendrik Sigwart für Deutschland beim ESC antreten wird. Der Beitrag I Don't Feel Hate, den Jendrik selber geschrieben und produziert hat, wurde dabei am 25. Februar 2021 veröffentlicht. Er beinhaltet drei Zeilen auf Deutsch und ist somit der erste deutsche Beitrag seit 2007, der Deutsch enthält.

### Österreich
Am 26. März 2020 gab der ORF bekannt, dass der österreichische Sänger Vincent Bueno das Land erneut vertreten werde. Der Titel des Liedes Amen wurde am 26. Februar 2021 veröffentlicht. Das Lied wurde am 10. März 2021 veröffentlicht und feierte im Ö3-Wecker Premiere. Geschrieben wurde der Titel vom schwedischen Produzenten Jonas Thander, dem Schweizer Musiker Tobias Carshey und dem britischen Liedschreiber Ashley Hicklin. Für den Bühnenauftritt wird der Österreicher Marvin Dietmann verantwortlich sein. Er war bereits für die Bühneninszenierung von Conchita Wurst 2014 verantwortlich und ist 2021 auch für den zyprischen, spanischen, tschechischen und bulgarischen Bühnenauftritt zuständig.

### Schweiz
Am 20. März 2020 gab das Schweizer Radio und Fernsehen (SRF) bekannt, dass der Sänger Gjon’s Tears, der die Schweiz bereits 2020 vertreten sollte, nun 2021 das Land vertreten werde. Damit verbleibt die Schweiz bei einer internen Auswahl. SRG SSR verkündete am 11. Mai 2020, dass das Lied, mit dem Gjon’s Tears 2021 antreten soll, nach dem gleichen Prinzip ausgewählt wird wie 2019 und 2020. Bis 20. September 2020 hatten Komponisten und Produzenten die Möglichkeit, einen Beitrag einzureichen. Parallel hatte Gjon’s Tears selbst Lieder geschrieben und produziert, sodass am Ende ein auf ihn zugeschnittenes Lied ausgewählt wird.
Im Dezember 2020 gab SRF dann bekannt, dass das Lied ausgewählt wurde. Das Lied wurde am 10. März 2021 um 16:00 Uhr (MEZ) veröffentlicht. Das komplett auf Französisch gesungene Lied Tout l’univers wurde von Gjon’s Tears, Wouter Hardy, Nina Sampermans und Xavier Michel in einem Songwriting-Camp geschrieben.

### Andere Länder
| Land                   | Nationale Vorentscheidung                 |
| ---------------------- | ----------------------------------------- |
| Albanien               | Festivali i Këngës 2020                   |
| Aserbaidschan          | interne Auswahl                           |
| Australien             | interne Auswahl                           |
| Bulgarien              | interne Auswahl                           |
| Dänemark               | Dansk Melodi Grand Prix 2021              |
| Estland                | Eesti Laul 2021                           |
| Finnland               | Uuden Musiikin Kilpailu 2021              |
| Frankreich             | Eurovision France, c’est vous qui décidez |
| Georgien               | interne Auswahl                           |
| Griechenland           | interne Auswahl                           |
| Irland                 | interne Auswahl                           |
| Island                 | interne Auswahl                           |
| Israel                 | interne Auswahl (Interpret)               |
| Israel                 | HaShir Shelanu L’Eurovizion 2021 (Lied)   |
| Italien                | Sanremo-Festival 2021                     |
| Kroatien               | Dora 2021                                 |
| Lettland               | interne Auswahl                           |
| Litauen                | Pabandom iš naujo! 2021                   |
| Malta                  | interne Auswahl                           |
| Moldau                 | interne Auswahl                           |
| Niederlande            | interne Auswahl                           |
| Nordmazedonien         | interne Auswahl                           |
| Norwegen               | Melodi Grand Prix 2021                    |
| Polen                  | interne Auswahl                           |
| Portugal               | Festival da Canção 2021                   |
| Rumänien               | interne Auswahl                           |
| Russland               | Evrovidenie 2021 – Natsionalnyy Otbor     |
| San Marino             | interne Auswahl                           |
| Schweden               | Melodifestivalen 2021                     |
| Serbien                | interne Auswahl                           |
| Slowenien              | interne Auswahl                           |
| Spanien                | interne Auswahl (Interpret)               |
| Spanien                | Destino Eurovision 2021 (Lied)            |
| Tschechien             | interne Auswahl                           |
| Ukraine                | interne Auswahl                           |
| Vereinigtes Königreich | interne Auswahl                           |
| Zypern                 | interne Auswahl                           |

## Halbfinale

1. Halbfinale
Teilnehmer
stimmberechtigte Länder2. Halbfinale
Teilnehmer
stimmberechtigte Länder

### Auslosung
Am 17. November 2020 gab die EBU bekannt, dass die Referenzgruppe des ESC entschieden habe, dass die Auslosung von 2020 für 2021 geltend bleibe. Begründet wurde dies mit der Tatsache, dass alle Länder, die 2020 teilgenommen hätten, auch 2021 teilnehmen werden. Ebenso sollten Personen berücksichtigt werden, die bereits Tickets für eine Sendung erworben haben. Martin Österdahl, Executive Supervisor des Eurovision Song Contest, sagte dazu: „Unter normalen Umständen würden wir uns auf die Halbfinalauslosung und die Gastgeberübertragungszeremonie als einen wichtigen Meilenstein mit Blick auf Rotterdam 2021 freuen. Mit den gleichen teilnehmenden Ländern wie letztes Jahr hat die Referenzgruppe beschlossen, dass es Sinn macht, für bereits gekaufte Tickets und für die teilnehmenden Fernsehsender die Auslosung von 2020 beizubehalten. Trotz der ausfallenden traditionellen Zeremonie im Januar haben wir viele Pläne, um Spannung rund um die Rückkehr des Eurovision Song Contests aufzubauen.“
Die genaue Startreihenfolge des jeweiligen Halbfinales wurde über 2 YouTube-Videos am 30. März 2021 bekanntgegeben. Die Produzenten des ESC 2021 hatten die Reihenfolge festgelegt.

### Erstes Halbfinale
Das erste Halbfinale fand am 18. Mai 2021 um 21:00 Uhr (MESZ) statt. Zehn Länder qualifizierten sich für das Finale.
 Deutschland,  Italien und die  Niederlande sowie die 16 teilnehmenden Länder waren in diesem Halbfinale stimmberechtigt.
| Platz | Startnr. | Land           | Interpret                        | Lied Musik (M) und Text (T) | Sprache                     | Übersetzung (inoffiziell) | Punkte | Punkte    | Punkte |
| Platz | Startnr. | Land           | Interpret                        | Lied Musik (M) und Text (T) | Sprache                     | Übersetzung (inoffiziell) | Jury   | Zuschauer | Gesamt |
| ----- | -------- | -------------- | -------------------------------- | --- | --------------------------- | ------------------------- | ------ | --------- | ------ |
| 01.   | 16       | Malta          | Destiny                          | Je me casse M/T: Malin Christin, Amanuel Dermont, Nicklas Eklund, Pete Barringer                                                                                                  | Englisch, Französisch       | Ich haue ab               | 174    | 151       | 325    |
| 02.   | 15       | Ukraine        | Go A                             | SHUM ШУМ M: Taras Schewtschenko, Kateryna Pawlenko; T: Kateryna Pawlenko | Ukrainisch                  | Lärm                      | 103    | 164       | 267    |
| 03.   | 03       | Russland       | Manizha Манижа                   | Russian Woman M: Ori Avni, Ori Kaplan, Manizha; T: Manizha | Russisch, Englisch          | Russische Frau            | 117    | 108       | 225    |
| 04.   | 01       | Litauen        | The Roop                         | Discoteque M: Vaidotas Valiukevičius, Robertas Baranauskas, Mantas Banišauskas, Laisvūnas Černovas, Ilkka Wirtanen; T: Vaidotas Valiukevičius, Mantas Banišauskas, Kalle Lindroth | Englisch                    | Diskothek                 | 066    | 137       | 203    |
| 05.   | 12       | Israel         | Eden Alene עדן אלנה              | Set Me Free M/T: Noam Zlatin, Ido Netzer, Amit Mordechai, Ron Carmi | Englisch, Hebräisch         | Befreie mich              | 099    | 093       | 192    |
| 06.   | 08       | Zypern         | Elena Tsagrinou Έλενα Τσαγκρινού | El diablo M/T: Jimmy „Joker“ Thörnfeldt, Laurell Barker, Oxa, Thomas Stengaard | Englisch, Spanisch          | Der Teufel                | 092    | 078       | 170    |
| 07.   | 04       | Schweden       | Tusse                            | Voices M/T: Joy Deb, Linnea Deb, Jimmy „Joker“ Thörnfeldt, Anderz Wrethov | Englisch                    | Stimmen                   | 091    | 051       | 142    |
| 08.   | 14       | Aserbaidschan  | Efendi Əfəndiyeva                | Mata Hari M/T: Amy van der Wel, Luuk van Beers, Josh Earl, Tony Cornelissen | Englisch, Aserbaidschanisch | Mata Hari                 | 047    | 091       | 138    |
| 09.   | 11       | Belgien        | Hooverphonic                     | The Wrong Place M/T: Alex Callier, Charlotte Foret | Englisch                    | Der falsche Ort           | 070    | 047       | 117    |
| 10.   | 09       | Norwegen       | TIX                              | Fallen Angel M: Andreas Haukeland; T: Andreas Haukeland, Mathias Haukeland, Emelie Hollow                                                                                         | Englisch                    | Gefallener Engel          | 038    | 077       | 115    |
| 11.   | 10       | Kroatien       | Albina                           | Tick-Tock M: Branimir Mihaljević; T: Tihana Buklijaš Bakić, Max Cinnamon | Englisch, Kroatisch         | Tick-Tack                 | 057    | 053       | 110    |
| 12.   | 13       | Rumänien       | Roxen                            | Amnesia M/T: Adelina Stîngă, Viky Red | Englisch                    | Amnesie                   | 058    | 027       | 085    |
| 13.   | 02       | Slowenien      | Ana Soklič                       | Amen M: Ana Soklič, Žiga Pirnat, Bojan Simončič; T: Charlie Mason, Ana Soklič, Žiga Pirnat                                                                                        | Englisch                    | –                         | 036    | 008       | 044    |
| 14.   | 05       | Australien     | Montaigne                        | Technicolour M/T: Montaigne, Dave Hammer | Englisch                    | Farbenprächtig            | 026    | 002       | 028    |
| 15.   | 06       | Nordmazedonien | Vasil Васил                      | Here I Stand M: Vasil Garvanliev, Davor Jordanovski, Borche Kuzmanovski; T: Vasil Garvanliev                                                                                      | Englisch                    | Hier stehe Ich            | 012    | 011       | 023    |
| 16.   | 07       | Irland         | Lesley Roy                       | Maps M/T: Lesley Roy, Lukas Hällgren, Philip Strand, Emelie Eriksson | Englisch                    | Karten                    | 016    | 004       | 020    |

### Punktetafel erstes Halbfinale
In der folgenden Tabelle sind die Punkte der Jury und des Televotings dargestellt. Die grün unterlegten Länder zeigen an, dass sich das Land für das Finale qualifiziert hat. Die orange unterlegte Zeile stellt die Televotingpunkte dar, während die weiß bzw. grün unterlegte Zeile die Jurypunkte darstellt.
| Abstimmungsergebnis | Abstimmungsergebnis | Abstimmungsergebnis | Abstimmungsergebnis | Abstimmungsergebnis | Abstimmungsergebnis | Abstimmungsergebnis | Abstimmungsergebnis | Abstimmungsergebnis | Abstimmungsergebnis | Abstimmungsergebnis | Abstimmungsergebnis | Abstimmungsergebnis | Abstimmungsergebnis | Abstimmungsergebnis | Abstimmungsergebnis | Abstimmungsergebnis | Abstimmungsergebnis | Abstimmungsergebnis | Abstimmungsergebnis | Abstimmungsergebnis | Abstimmungsergebnis | Abstimmungsergebnis | Abstimmungsergebnis | Abstimmungsergebnis | Abstimmungsergebnis |
| Startnr.            | Land                |                     |                     |                     |                     |                     |                     |                     |                     |                     |                     |                     |                     |                     |                     |                     |                     |                     |                     |                     |                     |                     |                     |                     |                     |
| Startnr.            | Land                | Platz               | Punkte              | Punkte              | AU                  | AZ                  | BE                  | HR                  | CY                  | DE                  | IE                  | IL                  | IT                  | LT                  | MT                  | MK                  | NO                  | RO                  | RU                  | SI                  | SE                  | NL                  | UA                  | Votings             | Votings             |
| ------------------- | ------------------- | ------------------- | ------------------- | ------------------- | ------------------- | ------------------- | ------------------- | ------------------- | ------------------- | ------------------- | ------------------- | ------------------- | ------------------- | ------------------- | ------------------- | ------------------- | ------------------- | ------------------- | ------------------- | ------------------- | ------------------- | ------------------- | ------------------- | ------------------- | ------------------- |
| 01                  | Litauen             | 4.                  | 203                 | 066                 | 2                   | -                   | 2                   | 6                   | 3                   | 4                   | 5                   | 12                  | 7                   |                     | 4                   | -                   | -                   | 8                   | 2                   | -                   | 7                   | 3                   | 1                   | 14                  | 31                  |
| 01                  | Litauen             | 4.                  | 203                 | 137                 | 8                   | 3                   | 8                   | 3                   | 12                  | 12                  | 12                  | 5                   | 8                   |                     | 7                   | 4                   | 12                  | 6                   | 7                   | -                   | 10                  | 8                   | 12                  | 17                  | 31                  |
| 02                  | Slowenien           | 13.                 | 044                 | 036                 | -                   | 4                   | -                   | -                   | 6                   | -                   | -                   | 3                   | -                   | -                   | 5                   | 3                   | 4                   | 7                   | -                   |                     | -                   | -                   | 4                   | 08                  | 10                  |
| 02                  | Slowenien           | 13.                 | 044                 | 008                 | -                   | -                   | -                   | 5                   | -                   | -                   | -                   | -                   | -                   | -                   | -                   | 3                   | -                   | -                   | -                   |                     | -                   | -                   | -                   | 02                  | 10                  |
| 03                  | Russland            | 3.                  | 225                 | 117                 | 7                   | 12                  | 12                  | 8                   | 8                   | 7                   | 8                   | 6                   | 5                   | -                   | 1                   | 7                   | 3                   | 5                   |                     | 10                  | 6                   | 12                  | -                   | 16                  | 34                  |
| 03                  | Russland            | 3.                  | 225                 | 108                 | 7                   | 8                   | 2                   | 10                  | 7                   | 6                   | 1                   | 12                  | 7                   | 8                   | 2                   | 8                   | 4                   | 5                   |                     | 7                   | 3                   | 5                   | 6                   | 18                  | 34                  |
| 04                  | Schweden            | 7.                  | 142                 | 091                 | 6                   | 6                   | 6                   | 1                   | 7                   | 12                  | 1                   | 5                   | 4                   | 3                   | 10                  | 1                   | 10                  | 4                   | 7                   | -                   |                     | 5                   | 3                   | 17                  | 29                  |
| 04                  | Schweden            | 7.                  | 142                 | 051                 | -                   | 1                   | 7                   | -                   | 3                   | -                   | 4                   | 2                   | -                   | 5                   | 10                  | -                   | 10                  | -                   | 2                   | 2                   |                     | 2                   | 3                   | 12                  | 29                  |
| 05                  | Australien          | 14.                 | 028                 | 026                 |                     | -                   | -                   | 2                   | -                   | 1                   | -                   | -                   | -                   | 8                   | -                   | -                   | -                   | 2                   | 1                   | -                   | -                   | -                   | 12                  | 06                  | 08                  |
| 05                  | Australien          | 14.                 | 028                 | 002                 |                     | -                   | -                   | -                   | -                   | -                   | -                   | -                   | -                   | -                   | -                   | -                   | -                   | -                   | 1                   | -                   | -                   | -                   | 1                   | 02                  | 08                  |
| 06                  | Nordmazedonien      | 15.                 | 023                 | 012                 | -                   | -                   | -                   | -                   | -                   | -                   | 2                   | -                   | -                   | -                   | -                   |                     | -                   | 6                   | -                   | 4                   | -                   | -                   | -                   | 03                  | 06                  |
| 06                  | Nordmazedonien      | 15.                 | 023                 | 011                 | -                   | -                   | -                   | 1                   | -                   | -                   | -                   | -                   | -                   | -                   | -                   |                     | -                   | 2                   | -                   | 8                   | -                   | -                   | -                   | 03                  | 06                  |
| 07                  | Irland              | 16.                 | 020                 | 016                 | 3                   | 3                   | 3                   | -                   | 2                   | -                   |                     | -                   | 1                   | -                   | 2                   | -                   | 1                   | -                   | -                   | -                   | 1                   | -                   | -                   | 08                  | 11                  |
| 07                  | Irland              | 16.                 | 020                 | 004                 | 2                   | -                   | -                   | -                   | -                   | -                   |                     | -                   | -                   | 1                   | 1                   | -                   | -                   | -                   | -                   | -                   | -                   | -                   | -                   | 03                  | 11                  |
| 08                  | Zypern              | 6.                  | 170                 | 092                 | 10                  | -                   | -                   | 10                  |                     | 5                   | 4                   | 10                  | 3                   | 4                   | 8                   | 4                   | 5                   | 3                   | 8                   | 12                  | 4                   | -                   | 2                   | 15                  | 33                  |
| 08                  | Zypern              | 6.                  | 170                 | 078                 | 6                   | 4                   | 3                   | 6                   |                     | 1                   | 6                   | 6                   | 2                   | 4                   | 12                  | 6                   | 3                   | 4                   | 5                   | 1                   | 4                   | 1                   | 4                   | 18                  | 33                  |
| 09                  | Norwegen            | 10.                 | 115                 | 038                 | 1                   | -                   | 7                   | -                   | -                   | -                   | 3                   | 2                   | 6                   | 2                   | -                   | 2                   |                     | -                   | -                   | 3                   | 8                   | 4                   | -                   | 10                  | 27                  |
| 09                  | Norwegen            | 10.                 | 115                 | 077                 | 3                   | 10                  | 6                   | 2                   | 1                   | 4                   | 2                   | 4                   | 1                   | 6                   | 6                   | -                   |                     | 3                   | 6                   | 6                   | 12                  | 3                   | 2                   | 17                  | 27                  |
| 10                  | Kroatien            | 11.                 | 110                 | 057                 | -                   | 5                   | 1                   |                     | 5                   | 2                   | 10                  | 1                   | 2                   | 1                   | 3                   | 8                   | -                   | 1                   | 3                   | 7                   | -                   | -                   | 8                   | 14                  | 24                  |
| 10                  | Kroatien            | 11.                 | 110                 | 053                 | 5                   | 2                   | -                   |                     | 2                   | 7                   | 7                   | 3                   | -                   | -                   | -                   | 12                  | 1                   | -                   | -                   | 12                  | 2                   | -                   | -                   | 10                  | 24                  |
| 11                  | Belgien             | 9.                  | 117                 | 070                 | -                   | 2                   |                     | 4                   | 4                   | -                   | -                   | 7                   | 10                  | 10                  | -                   | -                   | -                   | -                   | 6                   | 5                   | 2                   | 10                  | 10                  | 12                  | 24                  |
| 11                  | Belgien             | 9.                  | 117                 | 047                 | -                   | -                   |                     | -                   | -                   | 3                   | -                   | 1                   | 4                   | 10                  | -                   | 2                   | 2                   | 1                   | 3                   | 4                   | 5                   | 7                   | 5                   | 12                  | 24                  |
| 12                  | Israel              | 5.                  | 192                 | 099                 | 8                   | 1                   | 4                   | 7                   | 1                   | 3                   | -                   |                     | 12                  | 7                   | -                   | 12                  | 8                   | -                   | 10                  | 2                   | 10                  | 8                   | 6                   | 15                  | 32                  |
| 12                  | Israel              | 5.                  | 192                 | 093                 | 4                   | 12                  | 4                   | 4                   | 10                  | 5                   | 5                   |                     | 3                   | 2                   | 5                   | 1                   | 5                   | 10                  | 4                   | -                   | 6                   | 6                   | 7                   | 17                  | 32                  |
| 13                  | Rumänien            | 12.                 | 085                 | 058                 | -                   | 7                   | 5                   | 3                   | 10                  | 6                   | -                   | -                   | -                   | 5                   | 12                  | -                   | 2                   |                     | -                   | -                   | -                   | 1                   | 7                   | 10                  | 16                  |
| 13                  | Rumänien            | 12.                 | 085                 | 027                 | -                   | 5                   | 1                   | -                   | 5                   | -                   | 3                   | -                   | 10                  | -                   | 3                   | -                   | -                   |                     | -                   | -                   | -                   | -                   | -                   | 06                  | 16                  |
| 14                  | Aserbaidschan       | 8.                  | 138                 | 047                 | 5                   |                     | -                   | -                   | -                   | -                   | 7                   | -                   | -                   | -                   | 6                   | 6                   | 6                   | -                   | 4                   | 8                   | 3                   | 2                   | -                   | 09                  | 26                  |
| 14                  | Aserbaidschan       | 8.                  | 138                 | 091                 | 1                   |                     | 5                   | 8                   | 4                   | 2                   | -                   | 7                   | 5                   | 3                   | 8                   | 7                   | 6                   | 7                   | 10                  | 3                   | 1                   | 4                   | 10                  | 17                  | 26                  |
| 15                  | Ukraine             | 2.                  | 267                 | 103                 | 4                   | 8                   | 10                  | 5                   | -                   | 8                   | 6                   | 4                   | -                   | 12                  | 7                   | 5                   | 7                   | 10                  | 5                   | 2                   | 5                   | 6                   |                     | 16                  | 34                  |
| 15                  | Ukraine             | 2.                  | 267                 | 164                 | 12                  | 7                   | 10                  | 12                  | 6                   | 10                  | 8                   | 8                   | 12                  | 12                  | 4                   | 5                   | 7                   | 12                  | 12                  | 10                  | 7                   | 10                  |                     | 18                  | 34                  |
| 16                  | Malta               | 1.                  | 325                 | 174                 | 12                  | 10                  | 8                   | 12                  | 12                  | 10                  | 12                  | 8                   | 8                   | 6                   |                     | 10                  | 12                  | 12                  | 12                  | 6                   | 12                  | 7                   | 5                   | 18                  | 36                  |
| 16                  | Malta               | 1.                  | 325                 | 151                 | 10                  | 6                   | 12                  | 7                   | 8                   | 8                   | 10                  | 10                  | 6                   | 7                   |                     | 10                  | 8                   | 8                   | 8                   | 5                   | 8                   | 12                  | 8                   | 18                  | 36                  |

- Die wenigsten Jury-Votings:  Nordmazedonien – 3
- Die wenigsten Televoting-Votings:  Australien,  Slowenien – 2
- Die wenigsten Gesamt-Votings:  Nordmazedonien – 6
- Die wenigsten Jury-Punkte:  Nordmazedonien – 12
- Die wenigsten Televoting-Punkte:  Australien – 2
- Die wenigsten Gesamt-Punkte:  Irland – 20
- Die meisten Jury-Votings:  Malta – 18
- Die meisten Televoting-Votings:  Malta,  Russland,  Ukraine,  Zypern – 18
- Die meisten Gesamt-Votings:  Malta – 36
- Die meisten Jury-Punkte:  Malta – 174
- Die meisten Televoting-Punkte:  Ukraine – 164
- Die meisten Gesamt-Punkte:  Malta – 325

### Statistik der Zwölf-Punkte-Vergabe (Erstes Halbfinale)
Fettgeschriebene Länder haben das Finale erreicht.
| Jury   | Jury       | Jury                                                                         |
| Anzahl | Land       | erhalten von                                                                 |
| ------ | ---------- | ---------------------------------------------------------------------------- |
| 8      | Malta      | Australien, Irland, Kroatien, Norwegen, Rumänien, Russland, Schweden, Zypern |
| 3      | Russland   | Aserbaidschan, Belgien, Niederlande                                          |
| 2      | Israel     | Italien, Nordmazedonien                                                      |
| 1      | Australien | Ukraine                                                                      |
| 1      | Litauen    | Israel                                                                       |
| 1      | Rumänien   | Malta                                                                        |
| 1      | Schweden   | Deutschland                                                                  |
| 1      | Ukraine    | Litauen                                                                      |
| 1      | Zypern     | Slowenien                                                                    |

| Zuschauer | Zuschauer | Zuschauer                                                  |
| Anzahl    | Land      | erhalten von                                               |
| --------- | --------- | ---------------------------------------------------------- |
| 06        | Ukraine   | Australien, Italien, Kroatien, Litauen, Rumänien, Russland |
| 05        | Litauen   | Deutschland, Irland, Norwegen, Ukraine, Zypern             |
| 02        | Kroatien  | Nordmazedonien, Slowenien                                  |
| 02        | Malta     | Belgien, Niederlande                                       |
| 01        | Israel    | Aserbaidschan                                              |
| 01        | Norwegen  | Schweden                                                   |
| 01        | Russland  | Israel                                                     |
| 01        | Zypern    | Malta                                                      |

### Zweites Halbfinale
Das zweite Halbfinale fand am 20. Mai 2021 um 21:00 Uhr (MESZ) statt. Zehn Länder qualifizierten sich für das Finale.
 Frankreich,  Spanien und das  Vereinigte Königreich sowie die 17 teilnehmenden Länder waren in diesem Halbfinale stimmberechtigt.
| Platz | Startnr. | Land         | Interpret                       | Lied Musik (M) und Text (T) | Sprache                      | Übersetzung (inoffiziell)   | Punkte | Punkte    | Punkte |
| Platz | Startnr. | Land         | Interpret                       | Lied Musik (M) und Text (T) | Sprache                      | Übersetzung (inoffiziell)   | Jury   | Zuschauer | Gesamt |
| ----- | -------- | ------------ | ------------------------------- | --- | ---------------------------- | --------------------------- | ------ | --------- | ------ |
| 01.   | 16       | Schweiz      | Gjon’s Tears                    | Tout l’univers M: Wouter Hardy, Nina Sampermans, Gjon Muharremaj; T: Wouter Hardy, Nina Sampermans, Gjon Muharremaj, Xavier Michel                                                       | Französisch                  | Das ganze Universum         | 156    | 135       | 291    |
| 02.   | 08       | Island       | Daði og Gagnamagnið             | 10 Years M/T: Daði Freyr | Englisch                     | 10 Jahre                    | 140    | 148       | 288    |
| 03.   | 13       | Bulgarien    | Victoria Виктория               | Growing Up Is Getting Old M/T: Wiktorija Georgiewa, Maya Nalani, Helena Larsson, Oliver Björkvall                                                                                        | Englisch                     | Aufwachsen heißt alt werden | 149    | 101       | 250    |
| 04.   | 12       | Portugal     | The Black Mamba                 | Love Is on My Side M/T: Pedro Tatanka | Englisch                     | Liebe ist auf meiner Seite  | 128    | 111       | 239    |
| 05.   | 14       | Finnland     | Blind Channel                   | Dark Side M/T: Aleksi Kaunisvesi, Joonas Porko, Joel Hokka, Niko Moilanen, Olli Matela                                                                                                   | Englisch                     | Dunkle Seite                | 084    | 150       | 234    |
| 06.   | 04       | Griechenland | Stefania Στεφανία               | Last Dance M: Dimitris Kontopoulos, Arcade; T: Dimitris Kontopoulos, Arcade, Sharon Vaughn                                                                                               | Englisch                     | Letzter Tanz                | 104    | 080       | 184    |
| 07.   | 07       | Moldau       | Natalia Gordienko               | Sugar M: Dimitris Kontopoulos, Filipp Kirkorow; T: Michail Guzerijew, Sharon Vaughn | Englisch                     | Zucker                      | 056    | 123       | 179    |
| 08.   | 09       | Serbien      | Hurricane                       | Loco loco M: Nemanja Antonić, Darko Dimitrov; T: Sanja Vučić | Serbisch, Spanisch, Englisch | Verrückt verrückt           | 056    | 068       | 124    |
| 09.   | 01       | San Marino   | Senhit feat. Flo Rida           | Adrenalina M/T: Chanel Tukia, Jimmy „Joker“ Thörnfeldt, Joy Deb, Kenny Silverdique, Linnea Deb, Malou Ruotsalainen, Senhit Zadik Zadik, Suzi Pancenkov, Thomas Stengaard, Dillard Tramar | Englisch, Italienisch        | Adrenalin                   | 076    | 042       | 118    |
| 10.   | 11       | Albanien     | Anxhela Peristeri               | Karma M: Kledi Bahiti; T: Olti Curri | Albanisch                    | –                           | 074    | 038       | 112    |
| 11.   | 17       | Dänemark     | Fyr og Flamme                   | Øve os på hinanden M/T: Laurits Emanuel | Dänisch                      | Uns aneinander üben         | 009    | 080       | 089    |
| 12.   | 05       | Österreich   | Vincent Bueno                   | Amen M/T: Jonas Thander, Tobias Carshey, Ashley Hicklin | Englisch                     | –                           | 053    | 013       | 066    |
| 13.   | 02       | Estland      | Uku Suviste                     | The Lucky One M: Uku Suviste; T: Uku Suviste, Sharon Vaughn | Englisch                     | Der Glückliche              | 029    | 029       | 058    |
| 14.   | 06       | Polen        | Rafał                           | The Ride M/T: Joakim Övrenius, Thomas Karlsson, Clara Rubensson, Johan Mauritzson | Englisch                     | Die Fahrt                   | 018    | 017       | 035    |
| 15.   | 03       | Tschechien   | Benny Cristo                    | omaga M: Filip Vlček; T: Ben Cristovao | Englisch, Tschechisch        | Oh mein Gott                | 023    | 000       | 023    |
| 16.   | 10       | Georgien     | Tornike Kipiani თორნიკე ყიფიანი | You M/T: Tornike Kipiani | Englisch                     | Du                          | 001    | 015       | 016    |
| 17.   | 15       | Lettland     | Samanta Tīna                    | The Moon Is Rising M/T: Samanta Tīna, Aminata Savadogo, Oskars Uhaņs | Englisch                     | Der Mond geht auf           | 004    | 010       | 014    |

### Punktetafel zweites Halbfinale
In der folgenden Tabelle sind die Punkte der Jury und des Televotings dargestellt. Die grün unterlegten Länder zeigen an, dass sich das Land für das Finale qualifiziert hat. Die orange unterlegte Zeile stellt die Televotingpunkte dar, während die weiß bzw. grün unterlegte Zeile die Jurypunkte darstellt.
| Abstimmungsergebnis | Abstimmungsergebnis | Abstimmungsergebnis | Abstimmungsergebnis | Abstimmungsergebnis | Abstimmungsergebnis | Abstimmungsergebnis | Abstimmungsergebnis | Abstimmungsergebnis | Abstimmungsergebnis | Abstimmungsergebnis | Abstimmungsergebnis | Abstimmungsergebnis | Abstimmungsergebnis | Abstimmungsergebnis | Abstimmungsergebnis | Abstimmungsergebnis | Abstimmungsergebnis | Abstimmungsergebnis | Abstimmungsergebnis | Abstimmungsergebnis | Abstimmungsergebnis | Abstimmungsergebnis | Abstimmungsergebnis | Abstimmungsergebnis | Abstimmungsergebnis | Abstimmungsergebnis |
| Startnr.            | Land                |                     |                     |                     |                     |                     |                     |                     |                     |                     |                     |                     |                     |                     |                     |                     |                     |                     |                     |                     |                     |                     |                     |                     |                     |                     |
| Startnr.            | Land                | Platz               | Punkte              | Punkte              | AL                  | AT                  | BG                  | CZ                  | DK                  | EE                  | FI                  | FR                  | GE                  | GR                  | IS                  | LV                  | MD                  | PL                  | PT                  | SM                  | RS                  | ES                  | CH                  | UK                  | Votings             | Votings             |
| ------------------- | ------------------- | ------------------- | ------------------- | ------------------- | ------------------- | ------------------- | ------------------- | ------------------- | ------------------- | ------------------- | ------------------- | ------------------- | ------------------- | ------------------- | ------------------- | ------------------- | ------------------- | ------------------- | ------------------- | ------------------- | ------------------- | ------------------- | ------------------- | ------------------- | ------------------- | ------------------- |
| 01                  | San Marino          | 9.                  | 118                 | 076                 | 8                   | 1                   | 2                   | 2                   | 5                   | 1                   | 2                   | 8                   | 1                   | 10                  | 3                   | 2                   | 10                  | 10                  | -                   |                     | 2                   | 3                   | 2                   | 4                   | 18                  | 29                  |
| 01                  | San Marino          | 9.                  | 118                 | 042                 | 7                   | -                   | -                   | -                   | 2                   | 4                   | 1                   | -                   | 12                  | 2                   | 3                   | -                   | -                   | 2                   | -                   |                     | 3                   | 4                   | -                   | 2                   | 11                  | 29                  |
| 02                  | Estland             | 13.                 | 058                 | 029                 | -                   | -                   | 7                   | -                   | -                   |                     | -                   | -                   | 3                   | 1                   | -                   | 3                   | 3                   | 4                   | 1                   | -                   | 1                   | 1                   | 3                   | 2                   | 11                  | 18                  |
| 02                  | Estland             | 13.                 | 058                 | 029                 | -                   | -                   | 1                   | 1                   | 6                   |                     | 7                   | -                   | -                   | -                   | -                   | 10                  | 3                   | -                   | -                   | -                   | -                   | -                   | 1                   | -                   | 07                  | 18                  |
| 03                  | Tschechien          | 15.                 | 023                 | 023                 | -                   | -                   | 5                   |                     | -                   | -                   | -                   | 2                   | 6                   | 4                   | -                   | -                   | 1                   | -                   | 5                   | -                   | -                   | -                   | -                   | -                   | 06                  | 06                  |
| 03                  | Tschechien          | 15.                 | 023                 | 000                 | -                   | -                   | -                   |                     | -                   | -                   | -                   | -                   | -                   | -                   | -                   | -                   | -                   | -                   | -                   | -                   | -                   | -                   | -                   | -                   | 0                   | 06                  |
| 04                  | Griechenland        | 6.                  | 184                 | 104                 | 10                  | -                   | 10                  | 5                   | 2                   | 3                   | 6                   | 12                  | -                   |                     | 7                   | -                   | 8                   | 12                  | 3                   | 10                  | 8                   | 7                   | 1                   | -                   | 15                  | 30                  |
| 04                  | Griechenland        | 6.                  | 184                 | 080                 | 10                  | -                   | 8                   | 2                   | 3                   | -                   | 2                   | -                   | 10                  |                     | 5                   | 1                   | 12                  | -                   | 10                  | 5                   | 8                   | 1                   | 2                   | 1                   | 15                  | 30                  |
| 05                  | Österreich          | 12.                 | 066                 | 053                 | 7                   |                     | 6                   | -                   | 3                   | 4                   | 5                   | -                   | 5                   | -                   | 4                   | 1                   | -                   | -                   | 2                   | -                   | 3                   | 6                   | 7                   | -                   | 12                  | 16                  |
| 05                  | Österreich          | 12.                 | 066                 | 013                 | 3                   |                     | -                   | -                   | 4                   | -                   | -                   | -                   | -                   | -                   | 2                   | -                   | -                   | -                   | -                   | -                   | -                   | -                   | 4                   | -                   | 04                  | 16                  |
| 06                  | Polen               | 14.                 | 035                 | 018                 | -                   | -                   | 3                   | -                   | 1                   | -                   | -                   | -                   | -                   | 2                   | -                   | -                   | -                   |                     | -                   | 12                  | -                   | -                   | -                   | -                   | 04                  | 09                  |
| 06                  | Polen               | 14.                 | 035                 | 017                 | -                   | 1                   | -                   | -                   | -                   | -                   | -                   | 1                   | -                   | -                   | 1                   | -                   | 7                   |                     | -                   | -                   | -                   | -                   | -                   | 7                   | 05                  | 09                  |
| 07                  | Moldau              | 7.                  | 179                 | 056                 | 3                   | -                   | 12                  | -                   | -                   | -                   | -                   | 1                   | -                   | 12                  | -                   | 4                   |                     | 7                   | -                   | 8                   | 4                   | -                   | -                   | 3                   | 09                  | 22                  |
| 07                  | Moldau              | 7.                  | 179                 | 123                 | -                   | 6                   | -                   | 12                  | -                   | 12                  | 5                   | 12                  | -                   | 12                  | 6                   | 12                  |                     | 7                   | 12                  | 12                  | 12                  | 3                   | -                   | -                   | 13                  | 22                  |
| 08                  | Island              | 2.                  | 288                 | 140                 | 4                   | 10                  | -                   | 10                  | 8                   | 8                   | 8                   | 6                   | 7                   | 7                   |                     | 12                  | 6                   | 3                   | 10                  | 1                   | 12                  | 8                   | 8                   | 12                  | 18                  | 37                  |
| 08                  | Island              | 2.                  | 288                 | 148                 | 1                   | 10                  | 6                   | 10                  | 12                  | 7                   | 12                  | 6                   | 7                   | 5                   |                     | 7                   | 6                   | 10                  | 7                   | 8                   | 7                   | 8                   | 7                   | 12                  | 19                  | 37                  |
| 09                  | Serbien             | 8.                  | 124                 | 056                 | 5                   | 6                   | -                   | 4                   | -                   | 5                   | 3                   | 5                   | 2                   | 3                   | 2                   | -                   | -                   | -                   | 4                   | 4                   |                     | 4                   | 4                   | 5                   | 14                  | 25                  |
| 09                  | Serbien             | 8.                  | 124                 | 068                 | -                   | 12                  | 10                  | 5                   | -                   | -                   | -                   | 7                   | 1                   | -                   | -                   | -                   | 1                   | 1                   | 2                   | 7                   |                     | 2                   | 12                  | -                   | 11                  | 25                  |
| 10                  | Georgien            | 16.                 | 016                 | 001                 | -                   | -                   | 1                   | -                   | -                   | -                   | -                   | -                   |                     | -                   | -                   | -                   | -                   | -                   | -                   | -                   | -                   | -                   | -                   | -                   | 01                  | 07                  |
| 10                  | Georgien            | 16.                 | 016                 | 015                 | -                   | -                   | 2                   | -                   | 1                   | 3                   | -                   | -                   |                     | -                   | -                   | 3                   | -                   | 3                   | 3                   | -                   | -                   | -                   | -                   | -                   | 06                  | 07                  |
| 11                  | Albanien            | 10.                 | 112                 | 074                 |                     | 3                   | 4                   | 1                   | 10                  | 2                   | 4                   | -                   | -                   | 6                   | 5                   | 5                   | 5                   | 6                   | 8                   | 7                   | -                   | 2                   | 5                   | 1                   | 16                  | 27                  |
| 11                  | Albanien            | 10.                 | 112                 | 038                 |                     | 2                   | 4                   | -                   | -                   | -                   | 3                   | 3                   | 2                   | 10                  | -                   | -                   | 2                   | -                   | 1                   | 2                   | 1                   | -                   | 8                   | -                   | 11                  | 27                  |
| 12                  | Portugal            | 4.                  | 239                 | 128                 | 1                   | 7                   | 8                   | 12                  | 4                   | 6                   | 7                   | 10                  | 10                  | 5                   | 8                   | 8                   | 2                   | 1                   |                     | 2                   | 7                   | 10                  | 10                  | 10                  | 19                  | 37                  |
| 12                  | Portugal            | 4.                  | 239                 | 111                 | 6                   | 7                   | 5                   | 4                   | 8                   | 5                   | 6                   | 10                  | -                   | 3                   | 8                   | 5                   | 4                   | 5                   |                     | 3                   | 4                   | 12                  | 10                  | 6                   | 18                  | 37                  |
| 13                  | Bulgarien           | 3.                  | 250                 | 149                 | 2                   | 8                   |                     | 7                   | 6                   | 10                  | 12                  | 4                   | 8                   | 8                   | 10                  | 6                   | 12                  | 5                   | 12                  | 5                   | 10                  | 5                   | 12                  | 7                   | 19                  | 38                  |
| 13                  | Bulgarien           | 3.                  | 250                 | 101                 | 8                   | 4                   |                     | 6                   | 5                   | 2                   | 4                   | 5                   | 8                   | 6                   | 4                   | 2                   | 5                   | 4                   | 5                   | 4                   | 6                   | 10                  | 3                   | 10                  | 19                  | 38                  |
| 14                  | Finnland            | 5.                  | 234                 | 084                 | 6                   | 5                   | -                   | 6                   | 7                   | 7                   |                     | 7                   | 4                   | -                   | 6                   | 7                   | -                   | 2                   | 6                   | 3                   | 6                   | -                   | 6                   | 6                   | 15                  | 34                  |
| 14                  | Finnland            | 5.                  | 234                 | 150                 | 5                   | 5                   | 12                  | 8                   | 10                  | 10                  |                     | 2                   | 6                   | 8                   | 10                  | 8                   | 8                   | 12                  | 6                   | 10                  | 10                  | 6                   | 6                   | 8                   | 19                  | 34                  |
| 15                  | Lettland            | 17.                 | 014                 | 004                 | -                   | -                   | -                   | -                   | -                   | -                   | -                   | -                   | -                   | -                   | -                   |                     | 4                   | -                   | -                   | -                   | -                   | -                   | -                   | -                   | 01                  | 04                  |
| 15                  | Lettland            | 17.                 | 014                 | 010                 | -                   | -                   | -                   | -                   | -                   | 1                   | -                   | -                   | 5                   | -                   | -                   |                     | -                   | -                   | -                   | -                   | -                   | -                   | -                   | 4                   | 03                  | 04                  |
| 16                  | Schweiz             | 1.                  | 291                 | 156                 | 12                  | 12                  | -                   | 8                   | 12                  | 12                  | 10                  | 3                   | 12                  | -                   | 12                  | 10                  | 7                   | 8                   | 7                   | 6                   | 5                   | 12                  |                     | 8                   | 17                  | 36                  |
| 16                  | Schweiz             | 1.                  | 291                 | 135                 | 12                  | 8                   | 7                   | 7                   | 7                   | 6                   | 10                  | 8                   | 3                   | 7                   | 7                   | 6                   | 10                  | 8                   | 8                   | 6                   | 5                   | 7                   |                     | 3                   | 19                  | 36                  |
| 17                  | Dänemark            | 11.                 | 089                 | 009                 | -                   | 4                   | -                   | 3                   |                     | -                   | 1                   | -                   | -                   | -                   | 1                   | -                   | -                   | -                   | -                   | -                   | -                   | -                   | -                   | -                   | 04                  | 22                  |
| 17                  | Dänemark            | 11.                 | 089                 | 080                 | 2                   | 3                   | 3                   | 3                   |                     | 8                   | 8                   | 4                   | 4                   | 1                   | 12                  | 4                   | -                   | 6                   | 4                   | 1                   | 2                   | 5                   | 5                   | 5                   | 18                  | 22                  |

- Die wenigsten Jury-Votings:  Georgien,  Lettland – 1
- Die wenigsten Televoting-Votings:  Tschechien – 0
- Die wenigsten Gesamt-Votings:  Lettland – 4
- Die wenigsten Jury-Punkte:  Georgien – 1
- Die wenigsten Televoting-Punkte:  Tschechien – 0
- Die wenigsten Gesamt-Punkte:  Lettland – 14
- Die meisten Jury-Votings:  Bulgarien,  Portugal – 19
- Die meisten Televoting-Votings:  Bulgarien,  Finnland,  Island,  Schweiz – 19
- Die meisten Gesamt-Votings:  Bulgarien – 38
- Die meisten Jury-Punkte:  Schweiz – 156
- Die meisten Televoting-Punkte:  Finnland – 150
- Die meisten Gesamt-Punkte:  Schweiz – 291

### Statistik der Zwölf-Punkte-Vergabe (Zweites Halbfinale)
Fettgeschriebene Länder haben das Finale erreicht.
| Jury   | Jury         | Jury                                                               |
| Anzahl | Land         | erhalten von                                                       |
| ------ | ------------ | ------------------------------------------------------------------ |
| 7      | Schweiz      | Albanien, Dänemark, Estland, Georgien, Island, Österreich, Spanien |
| 4      | Bulgarien    | Finnland, Moldau, Portugal, Schweiz                                |
| 3      | Island       | Lettland, Serbien, Vereinigtes Königreich                          |
| 2      | Griechenland | Frankreich, Polen                                                  |
| 2      | Moldau       | Bulgarien, Griechenland                                            |
| 1      | Polen        | San Marino                                                         |
| 1      | Portugal     | Tschechien                                                         |

| Zuschauer | Zuschauer    | Zuschauer                                                                              |
| Anzahl    | Land         | erhalten von                                                                           |
| --------- | ------------ | -------------------------------------------------------------------------------------- |
| 8         | Moldau       | Estland, Frankreich, Lettland, Griechenland, Portugal, San Marino, Serbien, Tschechien |
| 3         | Island       | Dänemark, Finnland, Vereinigtes Königreich                                             |
| 2         | Finnland     | Bulgarien, Polen                                                                       |
| 2         | Serbien      | Österreich, Schweiz                                                                    |
| 1         | Dänemark     | Island                                                                                 |
| 1         | Griechenland | Moldau                                                                                 |
| 1         | Portugal     | Spanien                                                                                |
| 1         | San Marino   | Georgien                                                                               |
| 1         | Schweiz      | Albanien                                                                               |

## Finale
Das Finale fand am 22. Mai 2021 um 21:00 Uhr (MESZ) statt. Die Länder der Big Five (Deutschland, Frankreich, Italien, Spanien, Vereinigtes Königreich) und das Gastgeberland waren direkt für das Finale qualifiziert. Hinzu kamen je zehn Länder aus den beiden Halbfinalen, sodass im Finale 26 Länder antraten. Alle Teilnehmerländer waren abstimmungsberechtigt.
 Bulgarien,  Finnland,  Litauen,  Moldau,  Portugal und  Ukraine nahmen zum ersten Mal seit 2018 und  Belgien zum ersten Mal seit 2017 wieder am Finale teil. Bis auf Bulgarien und die Ukraine, die beide 2019 aussetzten, waren alle anderen Länder in diesem Zeitraum bereits ausgeschieden.
Die Startreihenfolge des Finales wurde von den Produzenten bestimmt und am Freitag, dem 21. Mai 2021, veröffentlicht. Die 20 Finalisten aus den jeweiligen Halbfinalen zogen ihre Hälfte, in welcher sie im Finale antreten werden, auf der Pressekonferenz nach deren jeweiligem Halbfinale. Die Big Five zogen bereits nach dem zweiten Probelauf auf der jeweiligen Pressekonferenz ihre Hälfte. Am 19. November 2020 bestätigte die EBU, dass das Gastgeberland, die Niederlande, seine bereits für den Wettbewerb 2020 ausgeloste Startposition 23 beibehalten würde. Dies wurde von der Referenzgruppe des Eurovision Song Contest entschieden.

### Ergebnisliste
| Platz | Startnr. | Land                    | Interpret                        | Lied Musik (M) und Text (T) | Sprache                       | Über- setzung (inoffiziell)   | Punkte | Punkte    | Punkte | Bild            |
| Platz | Startnr. | Land                    | Interpret                        | Lied Musik (M) und Text (T) | Sprache                       | Über- setzung (inoffiziell)   | Jury   | Zuschauer | gesamt | Bild            |
| ----- | -------- | ----------------------- | -------------------------------- | --- | ----------------------------- | ----------------------------- | ------ | --------- | ------ | --------------- |
| 01.   | 24       | Italien                 | Måneskin                         | Zitti e buoni M/T: Måneskin | Italienisch                   | Leise und brav                | 206    | 318       | 524    | Måneskin        |
| 02.   | 20       | Frankreich              | Barbara Pravi                    | Voilà M: Barbara Pravi, Igit; T: Barbara Pravi, Igit, Lili Poe | Französisch                   | Siehe da                      | 248    | 251       | 499    |                 |
| 03.   | 11       | Schweiz                 | Gjon’s Tears                     | Tout l’univers M: Wouter Hardy, Nina Sampermans, Gjon Muharremaj; T: Wouter Hardy, Nina Sampermans, Gjon Muharremaj, Xavier Michel                                                       | Französisch                   | Das ganze Universum           | 267    | 165       | 432    |                 |
| 04.   | 12       | Island                  | Daði og Gagnamagnið              | 10 Years M/T: Daði Freyr | Englisch                      | 10 Jahre                      | 198    | 180       | 378    |                 |
| 05.   | 19       | Ukraine                 | Go A                             | SHUM ШУМ M: Taras Schewtschenko, Kateryna Pawlenko; T: Kateryna Pawlenko | Ukrainisch                    | Lärm                          | 097    | 267       | 364    | Go_A            |
| 06.   | 16       | Finnland                | Blind Channel                    | Dark Side M/T: Aleksi Kaunisvesi, Joonas Porko, Joel Hokka, Niko Moilanen, Olli Matela                                                                                                   | Englisch                      | Dunkle Seite                  | 083    | 218       | 301    |                 |
| 07.   | 06       | Malta                   | Destiny                          | Je me casse M/T: Malin Christin, Amanuel Dermont, Nicklas Eklund, Pete Barringer | Englisch, Französisch         | Ich haue ab                   | 208    | 047       | 255    | Destiny         |
| 08.   | 18       | Litauen                 | The Roop                         | Discoteque M: Vaidotas Valiukevičius, Robertas Baranauskas, Mantas Banišauskas, Laisvūnas Černovas, Ilkka Wirtanen; T: Vaidotas Valiukevičius, Mantas Banišauskas, Kalle Lindroth        | Englisch                      | Diskothek                     | 055    | 165       | 220    | The Roop        |
| 09.   | 05       | Russland                | Manizha Манижа                   | Russian Woman M: Ori Avni, Ori Kaplan, Manizha; T: Manizha | Russisch, Englisch            | Russische Frau                | 104    | 100       | 204    | Manizha         |
| 10.   | 10       | Griechenland            | Stefania Στεφανία                | Last Dance M: Dimitris Kontopoulos, Arcade; T: Dimitris Kontopoulos, Arcade, Sharon Vaughn                                                                                               | Englisch                      | Letzter Tanz                  | 091    | 079       | 170    |                 |
| 11.   | 17       | Bulgarien               | Victoria Виктория                | Growing Up Is Getting Old M/T: Wiktorija Georgiewa, Maya Nalani, Helena Larsson, Oliver Björkvall                                                                                        | Englisch                      | Aufwachsen heißt alt werden   | 140    | 030       | 170    |                 |
| 12.   | 07       | Portugal                | The Black Mamba                  | Love Is on My Side M/T: Pedro Tatanka | Englisch                      | Liebe ist auf meiner Seite    | 126    | 027       | 153    |                 |
| 13.   | 14       | Moldau                  | Natalia Gordienko                | Sugar M: Dimitris Kontopoulos, Filipp Kirkorow; T: Michail Guzerijew, Sharon Vaughn | Englisch                      | Zucker                        | 053    | 062       | 115    |                 |
| 14.   | 25       | Schweden                | Tusse                            | Voices M/T: Joy Deb, Linnea Deb, Jimmy „Joker“ Thörnfeldt, Anderz Wrethov | Englisch                      | Stimmen                       | 046    | 063       | 109    | Tusse           |
| 15.   | 08       | Serbien                 | Hurricane                        | Loco loco M: Nemanja Antonić, Darko Dimitrov; T: Sanja Vučić | Serbisch, Spanisch, Englisch  | Verrückt verrückt             | 020    | 082       | 102    |                 |
| 16.   | 01       | Zypern                  | Elena Tsagrinou Έλενα Τσαγκρινού | El diablo M/T: Jimmy „Joker“ Thörnfeldt, Laurell Barker, Oxa, Thomas Stengaard | Englisch, Spanisch            | Der Teufel                    | 050    | 044       | 094    | Elena Tsagrinou |
| 17.   | 03       | Israel                  | Eden Alene עדן אלנה              | Set Me Free M/T: Noam Zlatin, Ido Netzer, Amit Mordechai, Ron Carmi | Englisch, Hebräisch           | Befreie mich                  | 073    | 020       | 093    | Eden Alene      |
| 18.   | 22       | Norwegen                | TIX                              | Fallen Angel M: Andreas Haukeland; T: Andreas Haukeland, Mathias Haukeland, Emelie Hollow                                                                                                | Englisch                      | Gefallener Engel              | 015    | 060       | 075    | TIX             |
| 19.   | 04       | Belgien                 | Hooverphonic                     | The Wrong Place M/T: Alex Callier, Charlotte Foret | Englisch                      | Der falsche Ort               | 071    | 003       | 074    | Hooverphonic    |
| 20.   | 21       | Aserbaidschan           | Efendi Əfəndiyeva                | Mata Hari M/T: Amy van der Wel, Luuk van Beers, Josh Earl, Tony Cornelissen | Englisch, Aserbai- dschanisch | Mata Hari                     | 032    | 033       | 065    | Efendi          |
| 21.   | 02       | Albanien                | Anxhela Peristeri                | Karma M: Kledi Bahiti; T: Olti Curri | Albanisch                     | –                             | 022    | 035       | 057    |                 |
| 22.   | 26       | San Marino              | Senhit feat. Flo Rida            | Adrenalina M/T: Chanel Tukia, Jimmy „Joker“ Thörnfeldt, Joy Deb, Kenny Silverdique, Linnea Deb, Malou Ruotsalainen, Senhit Zadik Zadik, Suzi Pancenkov, Thomas Stengaard, Dillard Tramar | Englisch, Italienisch         | Adrenalin                     | 037    | 013       | 050    |                 |
| 23.   | 23       | Niederlande (Gastgeber) | Jeangu Macrooy                   | Birth of a New Age M: Jeangu Macrooy, Pieter Perquin (Perquisite); T: Jeangu Macrooy | Englisch, Sranantongo         | Geburt eines neuen Zeitalters | 011    | 000       | 011    | Jeangu Macrooy  |
| 24.   | 13       | Spanien                 | Blas Cantó                       | Voy a quedarme M/T: Blas Cantó, Leroy Sanchez, Daniel Ortega „Dangelo“, Dan Hammond | Spanisch                      | Ich werde bleiben             | 006    | 000       | 006    |                 |
| 25.   | 15       | Deutschland             | Jendrik                          | I Don’t Feel Hate M/T: Jendrik Sigwart, Christoph Oswald | Englisch, Deutsch             | Ich verspüre keinen Hass      | 003    | 000       | 003    | Jendrik         |
| 26.   | 09       | Vereinigtes Königreich  | James Newman                     | Embers M/T: James Newman, Conor Blake, Danny Shah, Tom Hollings, Samuel Brennan | Englisch                      | Glut                          | 000    | 000       | 000    |                 |

### Punktetafel Finale
In der folgenden Tabelle sind die Punkte der Jury und des Televotings dargestellt. Die Länder in der linken Spalte sind nach der Startreihenfolge sortiert, während die abstimmungsberechtigten Länder nach der Vergabe der Jurypunkte sortiert sind. Das gelb unterlegte Land zeigt den ersten Platz und damit den Sieger. Die orange unterlegte Zeile stellt die Televotingpunkte dar, während die weiß bzw. gelb unterlegte Zeile die Jurypunkte darstellt.
| Land                   | Abstimmungsergebnisse | Abstimmungsergebnisse | Abstimmungsergebnisse | Abstimmungsergebnisse | Abstimmungsergebnisse | Abstimmungsergebnisse | Abstimmungsergebnisse | Abstimmungsergebnisse | Abstimmungsergebnisse | Abstimmungsergebnisse | Abstimmungsergebnisse | Abstimmungsergebnisse | Abstimmungsergebnisse | Abstimmungsergebnisse | Abstimmungsergebnisse | Abstimmungsergebnisse | Abstimmungsergebnisse | Abstimmungsergebnisse | Abstimmungsergebnisse | Abstimmungsergebnisse | Abstimmungsergebnisse | Abstimmungsergebnisse | Abstimmungsergebnisse | Abstimmungsergebnisse | Abstimmungsergebnisse | Abstimmungsergebnisse | Abstimmungsergebnisse | Abstimmungsergebnisse | Abstimmungsergebnisse | Abstimmungsergebnisse | Abstimmungsergebnisse | Abstimmungsergebnisse | Abstimmungsergebnisse | Abstimmungsergebnisse | Abstimmungsergebnisse | Abstimmungsergebnisse | Abstimmungsergebnisse | Abstimmungsergebnisse | Abstimmungsergebnisse | Abstimmungsergebnisse | Abstimmungsergebnisse | Abstimmungsergebnisse | Abstimmungsergebnisse | Abstimmungsergebnisse |
| Land                   | Punkte                | Punkte                | IL                    | PL                    | SM                    | AL                    | MT                    | EE                    | MK                    | AZ                    | NO                    | ES                    | AT                    | UK                    | IT                    | SI                    | GR                    | LV                    | IE                    | MD                    | RS                    | BG                    | CY                    | BE                    | DE                    | AU                    | FI                    | PT                    | UA                    | IS                    | RO                    | HR                    | CZ                    | GE                    | LT                    | DK                    | RU                    | FR                    | SE                    | CH                    | NL                    | Votings               | Votings               |                       |
| ---------------------- | --------------------- | --------------------- | --------------------- | --------------------- | --------------------- | --------------------- | --------------------- | --------------------- | --------------------- | --------------------- | --------------------- | --------------------- | --------------------- | --------------------- | --------------------- | --------------------- | --------------------- | --------------------- | --------------------- | --------------------- | --------------------- | --------------------- | --------------------- | --------------------- | --------------------- | --------------------- | --------------------- | --------------------- | --------------------- | --------------------- | --------------------- | --------------------- | --------------------- | --------------------- | --------------------- | --------------------- | --------------------- | --------------------- | --------------------- | --------------------- | --------------------- | --------------------- | --------------------- | --------------------- |
| Zypern                 | 094                   | 050                   | 3                     | –                     | –                     | 7                     | 4                     | –                     | 2                     | –                     | –                     | 6                     | –                     | –                     | –                     | –                     | 12                    | –                     | –                     | 1                     | –                     | –                     |                       | –                     | 7                     | 4                     | –                     | –                     | –                     | –                     | –                     | –                     | –                     | –                     | –                     | –                     | 2                     | 2                     | –                     | –                     | –                     | 11                    | 18                    |                       |
| Zypern                 | 094                   | 044                   | –                     | –                     | 8                     | 2                     | 2                     | –                     | 6                     | –                     | –                     | –                     | –                     | –                     | –                     | –                     | 12                    | –                     | –                     | –                     | 2                     | –                     |                       | –                     | –                     | –                     | –                     | –                     | –                     | –                     | –                     | –                     | –                     | –                     | –                     | –                     | 12                    | –                     | –                     | –                     | –                     | 07                    | 18                    |                       |
| Albanien               | 057                   | 022                   | –                     | –                     | 2                     |                       | 12                    | –                     | –                     | –                     | –                     | –                     | –                     | –                     | –                     | –                     | –                     | –                     | –                     | –                     | –                     | –                     | –                     | –                     | –                     | –                     | –                     | –                     | –                     | –                     | –                     | –                     | –                     | –                     | –                     | 7                     | –                     | –                     | –                     | –                     | 1                     | 04                    | 09                    |                       |
| Albanien               | 057                   | 035                   | –                     | –                     | –                     |                       | –                     | –                     | 10                    | –                     | –                     | –                     | –                     | –                     | 10                    | –                     | 7                     | –                     | –                     | –                     | –                     | –                     | –                     | –                     | –                     | –                     | –                     | –                     | –                     | –                     | –                     | 1                     | –                     | –                     | –                     | –                     | –                     | –                     | –                     | 7                     | –                     | 05                    | 09                    |                       |
| Israel                 | 093                   | 073                   |                       | 6                     | –                     | –                     | –                     | –                     | 8                     | –                     | 8                     | 3                     | –                     | 6                     | 4                     | 1                     | –                     | –                     | –                     | –                     | 2                     | 3                     | –                     | –                     | –                     | –                     | –                     | –                     | 7                     | –                     | –                     | 5                     | –                     | –                     | 1                     | 1                     | 5                     | 5                     | 4                     | –                     | 4                     | 17                    | 21                    |                       |
| Israel                 | 093                   | 020                   |                       | –                     | –                     | –                     | –                     | –                     | –                     | 12                    | –                     | –                     | –                     | –                     | –                     | –                     | –                     | –                     | –                     | –                     | –                     | –                     | 2                     | –                     | –                     | –                     | –                     | –                     | –                     | –                     | 1                     | –                     | –                     | –                     | –                     | –                     | –                     | 5                     | –                     | –                     | –                     | 04                    | 21                    |                       |
| Belgien                | 074                   | 071                   | 6                     | 3                     | –                     | –                     | –                     | –                     | –                     | 3                     | –                     | –                     | –                     | 1                     | 5                     | 6                     | 3                     | –                     | 3                     | –                     | –                     | –                     | 4                     |                       | –                     | –                     | –                     | 5                     | 6                     | –                     | –                     | –                     | 3                     | –                     | 7                     | –                     | 3                     | 6                     | 1                     | –                     | 6                     | 17                    | 19                    |                       |
| Belgien                | 074                   | 003                   | –                     | –                     | –                     | –                     | –                     | –                     | –                     | –                     | –                     | –                     | –                     | –                     | –                     | –                     | –                     | –                     | –                     | –                     | –                     | –                     | –                     |                       | –                     | –                     | –                     | –                     | 1                     | –                     | –                     | –                     | –                     | –                     | 2                     | –                     | –                     | –                     | –                     | –                     | –                     | 02                    | 19                    |                       |
| Russland               | 204                   | 104                   | 7                     | 1                     | –                     | –                     | –                     | –                     | 1                     | 12                    | –                     | –                     | –                     | –                     | –                     | 8                     | 2                     | 1                     | –                     | 10                    | –                     | –                     | 6                     | 7                     | 2                     | 1                     | 4                     | 10                    | –                     | 2                     | –                     | 4                     | 2                     | –                     | –                     | –                     |                       | 10                    | 3                     | 3                     | 8                     | 21                    | 43                    |                       |
| Russland               | 204                   | 100                   | 10                    | 2                     | 1                     | –                     | –                     | 6                     | 1                     | 6                     | –                     | –                     | –                     | –                     | 7                     | 1                     | 1                     | 10                    | –                     | 12                    | 6                     | 7                     | 3                     | –                     | 5                     | –                     | 1                     | 1                     | 4                     | –                     | –                     | 3                     | 5                     | 4                     | 4                     | –                     |                       | –                     | –                     | –                     | –                     | 22                    | 43                    |                       |
| Malta                  | 255                   | 208                   | 5                     | 4                     | 7                     | 8                     |                       | 1                     | 5                     | 7                     | 12                    | 8                     | 4                     | –                     | 7                     | 5                     | 6                     | 2                     | 10                    | 7                     | –                     | 5                     | 10                    | 5                     | 8                     | 12                    | 1                     | 4                     | 5                     | 1                     | 12                    | 3                     | 7                     | 1                     | 3                     | 4                     | 4                     | –                     | 12                    | 6                     | 7                     | 35                    | 50                    |                       |
| Malta                  | 255                   | 047                   | 5                     | –                     | –                     | –                     |                       | –                     | –                     | –                     | 3                     | 3                     | 2                     | 6                     | –                     | –                     | 3                     | –                     | 4                     | –                     | –                     | –                     | 1                     | 2                     | –                     | 8                     | –                     | –                     | –                     | 3                     | 2                     | –                     | –                     | –                     | –                     | 2                     | –                     | –                     | 2                     | –                     | 1                     | 15                    | 50                    |                       |
| Portugal               | 153                   | 126                   | –                     | 8                     | –                     | –                     | 7                     | 5                     | –                     | 2                     | –                     | 5                     | 7                     | 7                     | 6                     | –                     | –                     | –                     | –                     | 2                     | 5                     | 6                     | 1                     | 1                     | –                     | –                     | –                     |                       | 2                     | 10                    | 10                    | 1                     | 12                    | 8                     | 6                     | –                     | –                     | 8                     | –                     | 7                     | –                     | 22                    | 28                    |                       |
| Portugal               | 153                   | 027                   | –                     | –                     | –                     | –                     | –                     | –                     | –                     | –                     | –                     | 1                     | –                     | –                     | –                     | –                     | –                     | –                     | 2                     | –                     | –                     | –                     | –                     | –                     | –                     | –                     | –                     |                       | –                     | 2                     | –                     | –                     | –                     | –                     | –                     | –                     | –                     | 8                     | –                     | 8                     | 6                     | 06                    | 28                    |                       |
| Serbien                | 102                   | 020                   | –                     | –                     | –                     | 1                     | –                     | –                     | 12                    | –                     | –                     | –                     | –                     | –                     | –                     | –                     | –                     | –                     | –                     | –                     |                       | –                     | –                     | –                     | –                     | –                     | –                     | –                     | –                     | –                     | –                     | 7                     | –                     | –                     | –                     | –                     | –                     | –                     | –                     | –                     | –                     | 03                    | 15                    |                       |
| Serbien                | 102                   | 082                   | –                     | –                     | –                     | –                     | 4                     | –                     | 12                    | –                     | –                     | –                     | 12                    | –                     | 4                     | 12                    | –                     | –                     | –                     | –                     |                       | 5                     | –                     | –                     | 3                     | 2                     | –                     | –                     | –                     | –                     | –                     | 12                    | –                     | –                     | –                     | –                     | –                     | 3                     | 1                     | 12                    | –                     | 12                    | 15                    |                       |
| Vereinigtes Königreich | 000                   | 000                   | –                     | –                     | –                     | –                     | –                     | –                     | –                     | –                     | –                     | –                     | –                     |                       | –                     | –                     | –                     | –                     | –                     | –                     | –                     | –                     | –                     | –                     | –                     | –                     | –                     | –                     | –                     | –                     | –                     | –                     | –                     | –                     | –                     | –                     | –                     | –                     | –                     | –                     | –                     | 0                     | 0                     |                       |
| Vereinigtes Königreich | 000                   | 000                   | –                     | –                     | –                     | –                     | –                     | –                     | –                     | –                     | –                     | –                     | –                     |                       | –                     | –                     | –                     | –                     | –                     | –                     | –                     | –                     | –                     | –                     | –                     | –                     | –                     | –                     | –                     | –                     | –                     | –                     | –                     | –                     | –                     | –                     | –                     | –                     | –                     | –                     | –                     | 0                     | 0                     |                       |
| Griechenland           | 170                   | 091                   | –                     | –                     | 8                     | 6                     | 6                     | –                     | –                     | 10                    | 1                     | 1                     | –                     | –                     | –                     | 3                     |                       | –                     | –                     | 8                     | 3                     | 8                     | 12                    | –                     | –                     | –                     | 2                     | –                     | –                     | 4                     | –                     | –                     | –                     | –                     | –                     | –                     | 7                     | 12                    | –                     | –                     | –                     | 15                    | 26                    |                       |
| Griechenland           | 170                   | 079                   | –                     | –                     | 7                     | 8                     | –                     | –                     | –                     | –                     | –                     | –                     | –                     | –                     | –                     | 8                     |                       | –                     | –                     | 7                     | 3                     | 2                     | 12                    | –                     | –                     | –                     | –                     | 2                     | –                     | –                     | –                     | –                     | 8                     | 12                    | –                     | –                     | –                     | –                     | –                     | –                     | 10                    | 11                    | 26                    |                       |
| Schweiz                | 432                   | 267                   | 12                    | 7                     | 4                     | 12                    | 10                    | 12                    | 6                     | –                     | 7                     | 10                    | 10                    | 8                     | –                     | 7                     | –                     | 12                    | 5                     | 3                     | 1                     | –                     | 2                     | 12                    | 10                    | 10                    | 12                    | 7                     | 8                     | 12                    | 7                     | 8                     | 5                     | 10                    | 8                     | 12                    | 1                     | 7                     | 5                     |                       | 5                     | 34                    | 68                    |                       |
| Schweiz                | 432                   | 165                   | 6                     | 7                     | 3                     | 12                    | –                     | 2                     | 7                     | 4                     | 2                     | 7                     | 5                     | 1                     | –                     | 5                     | 4                     | 4                     | 3                     | 4                     | 1                     | 3                     | –                     | 4                     | 2                     | 5                     | 7                     | 6                     | 7                     | 6                     | 5                     | 5                     | 3                     | –                     | 6                     | 6                     | 5                     | 6                     | 5                     |                       | 7                     | 34                    | 68                    |                       |
| Island                 | 378                   | 198                   | –                     | 10                    | –                     | –                     | –                     | 8                     | 4                     | –                     | 2                     | 7                     | 12                    | 10                    | 8                     | 10                    | –                     | 10                    | 8                     | 5                     | 7                     | –                     | –                     | 3                     | 3                     | 8                     | 8                     | 8                     | 4                     |                       | –                     | 10                    | 8                     | 6                     | 4                     | 10                    | –                     | 3                     | 7                     | 5                     | 10                    | 28                    | 57                    |                       |
| Island                 | 378                   | 180                   | 1                     | 8                     | –                     | –                     | 5                     | 3                     | –                     | –                     | 10                    | 5                     | 10                    | 10                    | 6                     | 3                     | –                     | 5                     | 10                    | –                     | 5                     | –                     | –                     | 5                     | 6                     | 12                    | 12                    | 3                     | 6                     |                       | –                     | 4                     | 7                     | 1                     | 3                     | 12                    | 1                     | 4                     | 10                    | 5                     | 8                     | 29                    | 57                    |                       |
| Spanien                | 006                   | 006                   | –                     | –                     | –                     | –                     | –                     | –                     | –                     | –                     | –                     |                       | –                     | 2                     | –                     | –                     | –                     | –                     | –                     | –                     | –                     | 4                     | –                     | –                     | –                     | –                     | –                     | –                     | –                     | –                     | –                     | –                     | –                     | –                     | –                     | –                     | –                     | –                     | –                     | –                     | –                     | 02                    | 02                    |                       |
| Spanien                | 006                   | 000                   | –                     | –                     | –                     | –                     | –                     | –                     | –                     | –                     | –                     |                       | –                     | –                     | –                     | –                     | –                     | –                     | –                     | –                     | –                     | –                     | –                     | –                     | –                     | –                     | –                     | –                     | –                     | –                     | –                     | –                     | –                     | –                     | –                     | –                     | –                     | –                     | –                     | –                     | –                     | 0                     | 02                    |                       |
| Moldau                 | 115                   | 053                   | –                     | –                     | 5                     | –                     | –                     | –                     | –                     | 8                     | –                     | –                     | –                     | –                     | –                     | –                     | 10                    | –                     | –                     |                       | –                     | 12                    | –                     | –                     | –                     | –                     | –                     | –                     | –                     | –                     | 6                     | –                     | –                     | –                     | –                     | –                     | 12                    | –                     | –                     | –                     | –                     | 06                    | 17                    |                       |
| Moldau                 | 115                   | 062                   | –                     | –                     | 6                     | 7                     | –                     | –                     | –                     | 1                     | –                     | –                     | –                     | –                     | 2                     | –                     | –                     | –                     | –                     |                       | –                     | –                     | –                     | –                     | –                     | –                     | 2                     | 8                     | –                     | –                     | 12                    | –                     | 12                    | 2                     | –                     | –                     | 3                     | 7                     | –                     | –                     | –                     | 11                    | 17                    |                       |
| Deutschland            | 003                   | 003                   | –                     | –                     | –                     | –                     | –                     | –                     | –                     | –                     | –                     | –                     | 2                     | –                     | –                     | –                     | –                     | –                     | –                     | –                     | –                     | –                     | –                     | –                     |                       | –                     | –                     | –                     | –                     | –                     | 1                     | –                     | –                     | –                     | –                     | –                     | –                     | –                     | –                     | –                     | –                     | 02                    | 02                    |                       |
| Deutschland            | 003                   | 000                   | –                     | –                     | –                     | –                     | –                     | –                     | –                     | –                     | –                     | –                     | –                     | –                     | –                     | –                     | –                     | –                     | –                     | –                     | –                     | –                     | –                     | –                     |                       | –                     | –                     | –                     | –                     | –                     | –                     | –                     | –                     | –                     | –                     | –                     | –                     | –                     | –                     | –                     | –                     | 0                     | 02                    |                       |
| Finnland               | 301                   | 083                   | –                     | 2                     | 1                     | 3                     | 2                     | 7                     | –                     | –                     | –                     | –                     | 1                     | 4                     | 10                    | 4                     | –                     | 4                     | –                     | –                     | 10                    | 1                     | 3                     | 8                     | –                     | –                     |                       | –                     | –                     | 5                     | 8                     | –                     | 1                     | –                     | –                     | 8                     | –                     | –                     | –                     | 1                     | –                     | 19                    | 56                    |                       |
| Finnland               | 301                   | 218                   | 4                     | 6                     | 4                     | 3                     | 7                     | 12                    | 2                     | 5                     | 6                     | 2                     | 4                     | 7                     | 8                     | 4                     | 6                     | 8                     | 5                     | 5                     | 7                     | 8                     | 4                     | 6                     | 8                     | 3                     |                       | 5                     | 8                     | 12                    | 6                     | 6                     | 4                     | –                     | 7                     | 7                     | 8                     | 1                     | 12                    | 4                     | 4                     | 37                    | 56                    |                       |
| Bulgarien              | 170                   | 140                   | 1                     | –                     | 3                     | –                     | –                     | 6                     | –                     | 1                     | 6                     | 4                     | 5                     | 5                     | –                     | –                     | 8                     | 5                     | 1                     | 12                    | 6                     |                       | 5                     | 6                     | –                     | 2                     | 10                    | 12                    | –                     | 8                     | 2                     | –                     | 4                     | 4                     | 2                     | 6                     | 6                     | –                     | –                     | 10                    | –                     | 26                    | 31                    |                       |
| Bulgarien              | 170                   | 030                   | –                     | –                     | 2                     | 5                     | –                     | –                     | –                     | –                     | –                     | 8                     | –                     | 8                     | –                     | –                     | –                     | –                     | –                     | –                     | –                     |                       | 7                     | –                     | –                     | –                     | –                     | –                     | –                     | –                     | –                     | –                     | –                     | –                     | –                     | –                     | –                     | –                     | –                     | –                     | –                     | 05                    | 31                    |                       |
| Litauen                | 220                   | 055                   | 10                    | –                     | 6                     | –                     | –                     | 2                     | –                     | –                     | –                     | 2                     | –                     | –                     | 12                    | –                     | –                     | 6                     | 4                     | –                     | –                     | –                     | –                     | –                     | 1                     | –                     | 3                     | –                     | –                     | –                     | –                     | 2                     | –                     | 3                     |                       | –                     | –                     | –                     | –                     | 4                     | –                     | 12                    | 39                    |                       |
| Litauen                | 220                   | 165                   | 3                     | 4                     | –                     | –                     | 6                     | 10                    | –                     | –                     | 12                    | 4                     | 3                     | 12                    | 5                     | –                     | –                     | 12                    | 12                    | 2                     | –                     | –                     | 5                     | 7                     | 12                    | 6                     | 5                     | –                     | 10                    | 4                     | 3                     | –                     | 1                     | 10                    |                       | 4                     | 2                     | –                     | 7                     | 1                     | 3                     | 27                    | 39                    |                       |
| Ukraine                | 364                   | 097                   | 4                     | –                     | –                     | –                     | 5                     | 4                     | –                     | 6                     | 3                     | –                     | –                     | –                     | 1                     | –                     | 1                     | 7                     | 6                     | –                     | –                     | –                     | –                     | 10                    | 5                     | 5                     | –                     | 2                     |                       | 3                     | 5                     | –                     | –                     | 7                     | 12                    | –                     | –                     | –                     | 8                     | –                     | 3                     | 19                    | 57                    |                       |
| Ukraine                | 364                   | 267                   | 12                    | 12                    | 5                     | 4                     | 1                     | 5                     | 4                     | 8                     | 5                     | 6                     | 7                     | 4                     | 12                    | 7                     | 5                     | 6                     | 8                     | 10                    | 8                     | 6                     | 6                     | 10                    | 4                     | 10                    | 10                    | 10                    |                       | 8                     | 7                     | 8                     | 10                    | 6                     | 12                    | 1                     | 7                     | 12                    | 4                     | 2                     | 5                     | 38                    | 57                    |                       |
| Frankreich             | 499                   | 248                   | 8                     | –                     | 12                    | 10                    | 3                     | 10                    | 7                     | 4                     | 4                     | 12                    | 8                     | 12                    | 3                     | 2                     | 5                     | 3                     | 12                    | 4                     | 12                    | 7                     | 7                     | –                     | 12                    | 7                     | 7                     | 6                     | 10                    | 6                     | 4                     | 6                     | 10                    | –                     | 5                     | –                     | –                     |                       | 6                     | 12                    | 12                    | 33                    | 71                    |                       |
| Frankreich             | 499                   | 251                   | 8                     | 5                     | 10                    | 6                     | 3                     | 7                     | 5                     | 2                     | 4                     | 12                    | 6                     | 5                     | 1                     | 6                     | 8                     | 3                     | 7                     | 6                     | 10                    | 10                    | 8                     | 12                    | 10                    | 4                     | 6                     | 12                    | 5                     | 7                     | 8                     | 7                     | 2                     | 5                     | 8                     | 3                     | 6                     |                       | 6                     | 6                     | 12                    | 38                    | 71                    |                       |
| Aserbaidschan          | 065                   | 032                   | 2                     | –                     | –                     | 2                     | –                     | –                     | –                     |                       | –                     | –                     | –                     | –                     | –                     | –                     | –                     | –                     | 2                     | 6                     | –                     | –                     | –                     | –                     | –                     | –                     | –                     | –                     | 3                     | –                     | –                     | –                     | –                     | 5                     | –                     | –                     | 8                     | –                     | –                     | 2                     | 2                     | 09                    | 21                    |                       |
| Aserbaidschan          | 065                   | 033                   | 2                     | –                     | –                     | –                     | –                     | –                     | 3                     |                       | 1                     | –                     | –                     | –                     | –                     | –                     | 2                     | –                     | –                     | 1                     | 4                     | 4                     | –                     | –                     | –                     | –                     | –                     | –                     | 3                     | –                     | 4                     | 2                     | –                     | 3                     | –                     | –                     | 4                     | –                     | –                     | –                     | –                     | 12                    | 21                    |                       |
| Norwegen               | 075                   | 015                   | –                     | –                     | –                     | –                     | –                     | –                     | –                     | –                     |                       | –                     | –                     | –                     | 2                     | –                     | –                     | –                     | 7                     | –                     | –                     | –                     | –                     | –                     | –                     | –                     | –                     | –                     | 1                     | –                     | –                     | –                     | –                     | –                     | –                     | 3                     | –                     | –                     | 2                     | –                     | –                     | 05                    | 21                    |                       |
| Norwegen               | 075                   | 060                   | –                     | 3                     | –                     | –                     | 10                    | 4                     | –                     | 7                     |                       | –                     | 1                     | 2                     | –                     | 2                     | –                     | 2                     | –                     | –                     | –                     | –                     | –                     | 1                     | 1                     | 1                     | 4                     | –                     | –                     | 1                     | –                     | –                     | –                     | –                     | 5                     | 8                     | –                     | –                     | 8                     | –                     | –                     | 16                    | 21                    |                       |
| Niederlande            | 011                   | 011                   | –                     | –                     | –                     | –                     | –                     | –                     | –                     | –                     | –                     | –                     | 3                     | –                     | –                     | –                     | –                     | –                     | –                     | –                     | –                     | 2                     | –                     | –                     | –                     | 3                     | –                     | 1                     | –                     | –                     | –                     | –                     | –                     | 2                     | –                     | –                     | –                     | –                     | –                     | –                     |                       | 05                    | 05                    |                       |
| Niederlande            | 011                   | 000                   | –                     | –                     | –                     | –                     | –                     | –                     | –                     | –                     | –                     | –                     | –                     | –                     | –                     | –                     | –                     | –                     | –                     | –                     | –                     | –                     | –                     | –                     | –                     | –                     | –                     | –                     | –                     | –                     | –                     | –                     | –                     | –                     | –                     | –                     | –                     | –                     | –                     | –                     |                       | 0                     | 05                    |                       |
| Italien                | 524                   | 206                   | –                     | 5                     | 10                    | 4                     | –                     | 3                     | 10                    | –                     | 5                     | –                     | 6                     | –                     |                       | 12                    | 4                     | 8                     | –                     | –                     | 8                     | 10                    | 8                     | 2                     | 6                     | 6                     | 6                     | 3                     | 12                    | 7                     | 3                     | 12                    | 6                     | 12                    | 10                    | –                     | 10                    | –                     | 10                    | 8                     | –                     | 28                    | 66                    |                       |
| Italien                | 524                   | 318                   | 7                     | 10                    | 12                    | 10                    | 12                    | 8                     | 8                     | 10                    | 7                     | 10                    | 8                     | 3                     |                       | 10                    | 10                    | 7                     | 6                     | 8                     | 12                    | 12                    | 10                    | 8                     | 7                     | 7                     | 8                     | 7                     | 12                    | 5                     | 10                    | 10                    | 6                     | 8                     | 10                    | 5                     | 10                    | 10                    | 3                     | 10                    | 2                     | 38                    | 66                    |                       |
| Schweden               | 109                   | 046                   | –                     | –                     | –                     | –                     | 8                     | –                     | 3                     | 5                     | 10                    | –                     | –                     | –                     | –                     | –                     | –                     | –                     | –                     | –                     | 4                     | –                     | –                     | 4                     | 4                     | –                     | 5                     | –                     | –                     | –                     | –                     | –                     | –                     | –                     | –                     | 2                     | –                     | 1                     |                       | –                     | –                     | 10                    | 28                    |                       |
| Schweden               | 109                   | 063                   | –                     | 1                     | –                     | 1                     | 8                     | 1                     | –                     | –                     | 8                     | –                     | –                     | –                     | –                     | –                     | –                     | 1                     | 1                     | 3                     | –                     | 1                     | –                     | 3                     | –                     | –                     | 3                     | 4                     | 2                     | 10                    | –                     | –                     | –                     | –                     | 1                     | 10                    | –                     | 2                     |                       | 3                     | –                     | 18                    | 28                    |                       |
| San Marino             | 050                   | 037                   | –                     | 12                    |                       | 5                     | 1                     | –                     | –                     | –                     | –                     | –                     | –                     | 3                     | –                     | –                     | 7                     | –                     | –                     | –                     | –                     | –                     | –                     | –                     | –                     | –                     | –                     | –                     | –                     | –                     | –                     | –                     | –                     | –                     | –                     | 5                     | –                     | 4                     | –                     | –                     | –                     | 07                    | 10                    |                       |
| San Marino             | 050                   | 013                   | –                     | –                     |                       | –                     | –                     | –                     | –                     | 3                     | –                     | –                     | –                     | –                     | 3                     | –                     | –                     | –                     | –                     | –                     | –                     | –                     | –                     | –                     | –                     | –                     | –                     | –                     | –                     | –                     | –                     | –                     | –                     | 7                     | –                     | –                     | –                     | –                     | –                     | –                     | –                     | 03                    | 10                    |                       |

In der Tabelle sind die niedrigsten (Hintergrund rot) und höchsten (Hintergrund grün) Gesamtwerte gekennzeichnet.
- Die wenigsten Jury-Votings:  Vereinigtes Königreich – 0
- Die wenigsten Televoting-Votings:  Deutschland,  Niederlande,  Spanien,  Vereinigtes Königreich – 0
- Die wenigsten Gesamt-Votings:  Vereinigtes Königreich – 0
- Die wenigsten Jury-Punkte:  Vereinigtes Königreich – 0
- Die wenigsten Televoting-Punkte:  Deutschland,  Niederlande,  Spanien,  Vereinigtes Königreich – 0
- Die wenigsten Gesamt-Punkte:  Vereinigtes Königreich – 0
- Die meisten Jury-Votings:  Malta – 35
- Die meisten Televoting-Votings:  Frankreich,  Italien,  Ukraine – 38
- Die meisten Gesamt-Votings:  Frankreich – 71
- Die meisten Jury-Punkte:  Schweiz – 267
- Die meisten Televoting-Punkte:  Italien – 318
- Die meisten Gesamt-Punkte:  Italien – 524

### Statistik der Zwölf-Punkte-Vergabe (Finale)

#### Jury

Punkte der Jurys für das Gewinnerlied aus Italien

| Anzahl | Land         | erhalten von                                                                                    |
| ------ | ------------ | ----------------------------------------------------------------------------------------------- |
| 8      | Frankreich   | Deutschland, Irland, Niederlande, San Marino, Schweiz, Serbien, Spanien, Vereinigtes Königreich |
| 8      | Schweiz      | Albanien, Belgien, Dänemark, Estland, Finnland, Island, Israel, Lettland                        |
| 4      | Malta        | Australien, Norwegen, Schweden, Rumänien                                                        |
| 4      | Italien      | Georgien, Kroatien, Slowenien, Ukraine                                                          |
| 2      | Bulgarien    | Portugal, Moldau                                                                                |
| 2      | Griechenland | Frankreich, Zypern                                                                              |
| 2      | Moldau       | Bulgarien, Russland                                                                             |
| 1      | Albanien     | Malta                                                                                           |
| 1      | Island       | Österreich                                                                                      |
| 1      | Litauen      | Italien                                                                                         |
| 1      | Portugal     | Tschechien                                                                                      |
| 1      | Russland     | Aserbaidschan                                                                                   |
| 1      | San Marino   | Polen                                                                                           |
| 1      | Serbien      | Nordmazedonien                                                                                  |
| 1      | Ukraine      | Litauen                                                                                         |
| 1      | Zypern       | Griechenland                                                                                    |

#### Zuschauer

Punkte des Televotings für das Gewinnerlied aus Italien

| Anzahl | Land         | erhalten von                                                    |
| ------ | ------------ | --------------------------------------------------------------- |
| 5      | Italien      | Bulgarien, Malta, San Marino, Serbien, Ukraine                  |
| 5      | Litauen      | Deutschland, Irland, Lettland, Norwegen, Vereinigtes Königreich |
| 5      | Serbien      | Kroatien, Nordmazedonien, Österreich, Schweiz, Slowenien        |
| 5      | Ukraine      | Frankreich, Israel, Italien, Litauen, Polen                     |
| 4      | Frankreich   | Belgien, Niederlande, Portugal, Spanien                         |
| 3      | Finnland     | Estland, Island, Schweden                                       |
| 3      | Island       | Australien, Dänemark, Finnland                                  |
| 2      | Griechenland | Georgien, Zypern                                                |
| 2      | Moldau       | Rumänien, Tschechien                                            |
| 2      | Zypern       | Griechenland, Russland                                          |
| 1      | Israel       | Aserbaidschan                                                   |
| 1      | Russland     | Moldau                                                          |
| 1      | Schweiz      | Albanien                                                        |

### Punktesprecher
Die 39 Punktesprecher gaben die Ergebnisse der Juryabstimmung ihrer Länder bekannt. Die Abstimmungsreihenfolge wurde einen Tag vor dem Finale von der EBU festgelegt. Es war den Punktesprechern freigestellt, ob sie ihre Punkte auf Englisch oder Französisch bekannt geben.
| Nr. | Land                   | Punktesprecher       | Anmerkungen |
| --- | ---------------------- | -------------------- | --- |
| 01  | Israel                 | Lucy Ayoub           | Punktesprecherin 2018, Co-Moderatorin des ESC 2019                                                                      |
| 02  | Polen                  | Ida Nowakowska       | Co-Moderatorin des JESC 2019 & 2020                                                                                     |
| 03  | San Marino             | Monica Fabbri        | Punktesprecherin 2012 & 2019                                                                                            |
| 04  | Albanien               | Andri Xhahu          | Punktesprecher 2012 bis 2019                                                                                            |
| 05  | Malta                  | Stephanie Spiteri    | Punktesprecherin 1998                                                                                                   |
| 06  | Estland                | Sissi Nylia Benita   | Teilnehmerin beim Eesti Laul 2021                                                                                       |
| 07  | Nordmazedonien         | Vane Markoski        | – |
| 08  | Aserbaidschan          | Ell & Nikki          | Sieger 2011 |
| 09  | Norwegen               | Silje Skjemstad Cruz | – |
| 10  | Spanien                | Nieves Álvarez       | Punktesprecherin 2017 bis 2019                                                                                          |
| 11  | Österreich             | Philipp Hansa        | Punktesprecher 2019 |
| 12  | Vereinigtes Königreich | Amanda Holden        | – |
| 13  | Italien                | Carolina Di Domenico | Italienische Co-Kommentatorin der Halbfinale des Eurovision Song Contest 2018                                           |
| 14  | Slowenien              | Lorella Flego        | Punktesprecherin 2012                                                                                                   |
| 15  | Griechenland           | Manolis Gkinis       | – |
| 16  | Lettland               | Aminata Savadogo     | Lettische Teilnehmerin 2015 & Punktesprecherin 2017                                                                     |
| 17  | Irland                 | Ryan O’Shaughnessy   | Irischer Teilnehmer 2018                                                                                                |
| 18  | Moldau                 | Sergey Stepanov      | Moldauer Teilnehmer als Teil von SunStroke Project 2010 & 2017                                                          |
| 19  | Serbien                | Dragana Kosjerina    | Punktesprecherin 2016 & 2018 & 2019, Moderatorin von Beovizija 2018 bis 2020                                            |
| 20  | Bulgarien              | Joanna Dragneva      | Bulgarische Teilnehmerin 2008, Punktesprecherin 2009, 2013 und 2018                                                     |
| 21  | Zypern                 | Loukas Hamatsos      | Punktesprecher 2000, 2003 & 2004, 2011 bis 2013, 2015 & 2016                                                            |
| 22  | Belgien                | Danira Boukhriss     | Punktesprecherin 2018                                                                                                   |
| 23  | Deutschland            | Barbara Schöneberger | Punktesprecherin 2015 bis 2019                                                                                          |
| 24  | Australien             | Joel Creasey         | Australischer Kommentator 2017 bis 2019, 2021                                                                           |
| 25  | Finnland               | Katri Norrlin        | Englischsprachige Co-Kommentatorin beim Uuden Musiikin Kilpailu 2021                                                    |
| 26  | Portugal               | Elisa                | Portugiesische Teilnehmerin 2020                                                                                        |
| 27  | Ukraine                | Tayanna              | Teilnehmerin am Widbir 2017 und 2018                                                                                    |
| 28  | Island                 | Hannes Óli Ágústsson | Schauspieler im Film Eurovision Song Contest: The Story of Fire Saga                                                    |
| 29  | Rumänien               | Cătălina Ponor       | – |
| 30  | Kroatien               | Ivan Dorian Molnar   | – |
| 31  | Tschechien             | Taťána Kuchařová     | – |
| 32  | Georgien               | Oto Nemsadze         | Georgischer Teilnehmer 2019                                                                                             |
| 33  | Litauen                | Andrius Mamontovas   | Litauischer Teilnehmer als Teil von LT United 2006                                                                      |
| 34  | Dänemark               | Tina Müller          | Moderatorin des Dansk Melodi Grand Prix 2021                                                                            |
| 35  | Russland               | Polina Gagarina      | Russische Teilnehmerin 2015                                                                                             |
| 36  | Frankreich             | Carla Lazzari        | Französische Teilnehmerin beim Junior Eurovision Song Contest 2019, Moderatorin des Junior Eurovision Song Contest 2021 |
| 37  | Schweden               | Carola Häggkvist     | Schwedische Teilnehmerin 1983 und 2006, Siegerin 1991                                                                   |
| 38  | Schweiz                | Angélique Beldner    | – |
| 39  | Niederlande            | Romy Monteiro        | – |

### Marcel-Bezençon-Preis
Die diesjährigen Gewinner des seit 2002 verliehenen Marcel-Bezençon-Preises sind:
- Presse-Preis für den besten Song:  Frankreich – Barbara Pravi – Voilà
- Künstler-Preis für den besten Künstler:  Frankreich – Barbara Pravi – Voilà
- Komponisten-Preis für die beste Komposition/Text:  Schweiz – Wouter Hardy, Nina Sampermans, Gjon Muharremaj – Tout l'univers

## Absagen

### Absagen und damit keine Rückkehr zum ESC
| Land                    | Grund und Bemerkung | letzte Teilnahme |
| ----------------------- | --- | ---------------- |
| Andorra                 | Im November 2019 erklärten die Regierungspartei Andorras, Demòcrates per Andorra, dass Ràdio i Televisió d’Andorra (RTVA) zum Wettbewerb zurückkehren werde, wenn eine finanzielle Unterstützung gegeben sei. Am 17. Mai 2020 gab RTVA dann aber bekannt, dass Andorra auch 2021 nicht zum ESC zurückkehren werde. Der Grund dafür ist, dass sich der Sender RTVA bereits vor Jahren gegen eine Rückkehr entschieden hat, die auf Grundlage des Parlaments getroffen wird. Am 20. Mai 2020 gab dann die Sängerin Susanne Georgi, die das Land zuletzt 2009 vertrat, bekannt, dass sie einen Sponsor gefunden hat, der die Teilnahmekosten übernehmen würde. Bereits im Oktober 2019 präsentierte Georgi ihre Pläne dem Regierungschef von Andorra Xavier Espot Zamora und dem RTVA Generaldirektor Xavier Mujal. Für ihre Pläne gab es ebenfalls Unterstützung von der Band Anonymous, die Andorra beim Eurovision Song Contest 2007 vertraten. Am 1. August 2020 gab Georgi gegenüber der Eurovision-Fanseite Wiwibloggs bekannt, dass das Land 2021 noch nicht zurückkehren werde. Allerdings hatte die Sängerin Gespräche mit den Verantwortlichen der Rundfunkanstalt RTVA und die seien positiv gelaufen. Laut Georgi plane RTVA aber eine Rückkehr zum Wettbewerb 2022, da die Rundfunkanstalt erst teilnehmen möchte, wenn die COVID-19-Pandemie vollständig vorüber ist. Ansonsten ist ihnen das Risiko einer Absage wegen der COVID-19-Pandemie zu hoch. Ebenfalls arbeitet Georgi daran, dass ein Vertrag geschlossen wird, der besagt, dass Andorra mindestens drei Jahre mithilfe des Sponsors fest teilnehmen werde. Allerdings verwies Georgi auch darauf, dass noch nichts Offizielles vorliege zu einer Rückkehr, aber sie die mündliche Bestätigung einer Rückkehr 2022 erhalten hat. | 2009             |
| Armenien                | Obwohl ursprünglich gelistet, zog der armenische Sender AMPTV seine Teilnahme am 5. März 2021 zurück. Begründet wurde dies mit der andauernden politischen Krise infolge des Bergkarabachkriegs, der Kürze der Produktionszeit sowie anderen objektiven Gründen, die eine Teilnahme Armeniens beim ESC 2021 unmöglich machen. | 2019             |
| Belarus                 | Am 26. März 2021 gab die EBU bekannt, dass Belarus nicht am Song Contest 2021 teilnehmen werde. Siehe dazu Disqualifikation von Belarus. | 2019             |
| Bosnien und Herzegowina | Am 6. Oktober 2020 gab die bosnische Rundfunkanstalt Bosanskohercegovačka radiotelevizija (BHRT) bekannt, dass das Land auch 2021 nicht zum Wettbewerb zurückkehren werde. Weiterhin stehe die Rundfunkanstalt unter EBU-Sanktionen wegen angehäufter Schulden, womit die EBU BHRT sämtliche Teilnahmen an Eurovision-Events verwehrt. BHRT erhält erst wieder ein Startrecht, wenn die Schulden beglichen sind. Allerdings sagte BHRT auch, dass der Sender zurzeit finanziell sehr instabil und unvorhersehbar ist. Dementsprechend ist eine Teilnahme momentan nicht möglich. | 2016             |
| Luxemburg               | Am 30. Juli 2020 gab der luxemburgische Sender RTL Télé Lëtzebuerg bekannt, dass das Land auch 2021 vom Wettbewerb fernbleibt. Als Grund wurde angegeben, dass der Sender sich momentan auf Nachrichten konzentriere und somit eine Entertainment-Sendung nicht in das Konzept des Senders passe. | 1993             |
| Marokko                 | Im Februar 2020 erklärte Karim Sbai, Kommunikationsdirektor der Société Nationale de Radiodiffusion et de Télévision (SNRT), dass trotz Medienberichten über Gespräche des Senders mit der EBU, bisher noch keine Entscheidung über eine Rückkehr Marokkos zum Wettbewerb gefällt wurde. Am Ende befand sich Marokko nicht auf der Teilnehmerliste für 2021, womit das Land nicht zum Wettbewerb zurückkehrt. | 1980             |
| Monaco                  | Am 8. September 2020 bestätigte die monegassische Rundfunkanstalt TMC, dass Monaco auch 2021 vom Wettbewerb fernbleiben wird. Genaue Gründe für das Fernbleiben gab TMC hingegen nicht an. | 2006             |
| Montenegro              | Am 5. Oktober 2020 rief die montenegrinische Vereinigung von Popmusikern und -interpreten die montenegrinische Rundfunkanstalt Radio Televizija Crne Gore (RTCG) dazu auf, dass das Land 2021 zum ESC zurückkehren sollte. Schließlich hatte sich das Land bereits im Vorfeld vom abgesagten Wettbewerb 2020 zurückgezogen. Dazu ließ die Vereinigung ein Statement verlauten, welches wegen der Kommentare des RTCG-Ratsmitgliedes Bojana Jokić veröffentlicht wurde. Jokić sagte Anfang Oktober Let me make you happy before the media, we will not be embarrassed at Eurovision 2021 either (dt.: Lass mich euch glücklich machen, bevor es die Medien tun, wir werden uns auch beim Eurovision 2021 nicht blamieren). Dies implizierte, dass das Land 2021 auf eine Teilnahme verzichten wird. Die Vereinigung der Musiker reagierte darauf in einem Statement, welches aussagt, dass das Land viele stolze Musiker und Interpreten habe, die schon viele Preise bei Festivals oder Galas im In- und Ausland gewonnen hätten. Dazu sagte die Vereinigung, dass Montenegro als kleines Land schon zwei Mal das Finale beim ESC erreicht habe und nie Letzter wurde. Darüber hinaus wurde auf die Erfolge Montenegros im Wettbewerb als Teil des Staatenbundes Serbien und Montenegros sowie als Teil Jugoslawiens hingewiesen. Am 12. Oktober 2020 gab RTCG dann bekannt, dass das Land auch 2021 auf eine Teilnahme verzichten werde. Eine Begründung zum Fernbleiben lieferte die Rundfunkanstalt allerdings nicht. | 2019             |
| Slowakei                | Am 11. Juli 2020 gab eine Sprecherin der slowakischen Rundfunkanstalt RTVS gegenüber der tschechischen Eurovision-Fanseite eurocontest.cz bekannt, dass es unwahrscheinlich sei, dass die Slowakei zum Eurovision Song Contest 2021 zurückkehre. Am 3. August 2020 gab RTVS dann bekannt, dass sie auch 2021 nicht zum Wettbewerb zurückkehren werden. Finanzielle Einschränkungen und niedrige Einschaltquoten führte der Sender als Gründe für das Fernbleiben an. Allerdings schloss RTVS eine Teilnahme in der Zukunft nicht komplett aus. | 2012             |
| Türkei                  | Am 23. Mai 2020 gab der türkische Vize-Außenminister, Faruk Kaymakcı, bekannt, dass er hoffe, dass die Türkei bald wieder am ESC teilnehmen werde. Dazu sagte er, dass die türkische Rundfunkanstalt Türkiye Radyo ve Televizyon Kurumu (TRT) Probleme mit der EBU habe und er sich wünschen würde, dass beide Parteien miteinander in den Dialog treten würden, um diese zu lösen. Allerdings sagte er auch, dass die Entscheidung über eine Rückkehr nicht in seinen Händen läge und TRT am Ende Entscheidungsträger über eine Teilnahme bzw. Nicht-Teilnahme sei. Am Ende befand sich die Türkei nicht auf der Teilnehmerliste, womit das Land nicht zum Wettbewerb zurückkehrt. | 2012             |
| Ungarn                  | Am 15. Oktober 2020 veröffentlichte die ungarische Rundfunkanstalt Duna Média die Regeln für den Wettbewerb A Dal 2021. Nachdem die Sendung von 2012 bis 2019 lediglich dazu diente, um die ungarischen Beiträge auszuwählen, wurde der Wettbewerb 2020 als reiner Musikwettbewerb unabhängig vom ESC veranstaltet. Ebenso zog sich das Land vom Wettbewerb 2020 zurück. Auch in den Regeln vom A Dal 2021 lässt sich nichts zum Eurovision Song Contest finden. Am Ende befand sich das Land nicht auf der Teilnehmerliste für 2021. Somit verzichtet Ungarn, ebenso wie Montenegro, auf eine Rückkehr nach letztmaliger Teilnahme 2019. Wenig später gab der ehemalige Delegationsleiter Lőrinc Bubnó in einem Interview bekannt, dass in erster Linie finanzielle Gründe zu einem Rückzug führten, da eine Teilnahme für das Land ziemlich kostenaufwendig sei. Zum anderen aber erwähnte er als weiteren Grund auch die umstrittene Position des Staates zur LGBT-Community beim ESC, veranlasst durch die konservative Regierung von Viktor Orbán. Der Delegationsleiter betonte jedoch, dass er diesen Standpunkt nicht vertreten würde. | 2019             |

### Absagen und damit kein Debüt beim ESC
| Land               | Grund und Bemerkung |
| ------------------ | --- |
| Kasachstan         | Am 18. August 2020 gab die Europäische Rundfunkunion (EBU) bekannt, dass Kasachstan 2021 nicht zum Wettbewerb eingeladen werden soll. Das Land nimmt seit 2018 regelmäßig als assoziiertes EBU-Mitglied am Junior Eurovision Song Contest teil. Somit wird Kasachstan aber auch 2021 nicht debütieren. |
| Kosovo             | Am 18. August 2020 gab die Europäische Rundfunkunion (EBU) bekannt, dass der Kosovo 2021 nicht zum Wettbewerb eingeladen werden soll. Das Land nahm bisher einmalig als Nicht-EBU-Mitglied am Eurovision Young Dancers 2011 teil. Damit wird der Kosovo auch 2021 nicht debütieren. |
| Liechtenstein      | Am 30. Juli 2020 gab 1 FL TV bekannt, dass Liechtenstein auch 2021 nicht beim Wettbewerb debütieren werde. Der Grund dafür sind die Teilnahmekosten, die zu hoch für den Sender sind sowie die fehlende Mitgliedschaft in der Europäischen Rundfunkunion (EBU). |
| Vereinigte Staaten | Im Januar 2020 gab die EBU bekannt, dass eine potenzielle Teilnahme der USA diskutiert werden würde, wenn der bevorstehende American Song Contest ein Erfolg werden wird. Am 6. August wurde bekanntgegeben, dass der American Song Contest Ende 2021 debütieren soll und somit erst nach der Ausgabe über eine Teilnahme diskutiert werden soll. Mehrere Sender in den USA sind assoziierte EBU-Mitglieder. |

## Übertragung

### Deutschsprachige Länder

#### Deutschland
Die beiden Halbfinale wurden, wie bereits 2018 und 2019, wieder auf One übertragen. Die Finalsendung wurde auf Das Erste, One, Deutsche Welle und eurovision.de übertragen.
| Datum        | Sendung                 | Uhrzeit   | Fernsehsender | Moderation/Kommentar                                            | Zuschauer                             | Zuschauer                             | Marktanteil                    | Marktanteil                    |
| Datum        | Sendung                 | Uhrzeit   | Fernsehsender | Moderation/Kommentar                                            | Gesamt                                | 14 bis 49 Jahre                       | Gesamt                         | 14 bis 49 Jahre                |
| ------------ | ----------------------- | --------- | ------------- | --------------------------------------------------------------- | ------------------------------------- | ------------------------------------- | ------------------------------ | ------------------------------ |
| 18. Mai 2021 | Erstes Halbfinale       | 21:00 Uhr |               | Kommentator: Peter Urban                                        | 0,70 Mio.                             |                                       | 2,7 %                          | 4,1 %                          |
| 20. Mai 2021 | Zweites Halbfinale      | 21:00 Uhr | 0,72 Mio.     | Kommentator: Peter Urban                                        |                                       | 2,8 %                                 | 4,9 %                          |                                |
| 22. Mai 2021 | Countdown für Rotterdam | 20:15 Uhr |               | Moderation: Barbara Schöneberger                                | 4,08 Mio. (Das Erste)                 | 1,55 Mio. (Das Erste)                 | 14,1 % (Das Erste)             | 22,4 % (Das Erste)             |
| 22. Mai 2021 | Finale aus Rotterdam    | 21:00 Uhr |               | Kommentator: Peter Urban Punktesprecherin: Barbara Schöneberger | 6,53 Mio. (Das Erste) 1,20 Mio. (One) | 2,83 Mio. (Das Erste) 0,59 Mio. (One) | 26,7 % (Das Erste) 4,9 % (One) | 37,4 % (Das Erste) 7,8 % (One) |
| 22. Mai 2021 | ESC Aftershow           | 00:45 Uhr |               | Moderation: Barbara Schöneberger                                | 2,37 Mio. (Das Erste)                 |                                       | 26,0 % (Das Erste)             | 31,4 % (Das Erste)             |

#### Österreich
In Österreich wurden beide Halbfinale und das Finale mit Kommentar von Andi Knoll auf ORF 1 gezeigt.
| Datum        | Sendung                               | Uhrzeit   | Fernsehsender           | Moderation/Kommentar  | Zuschauer | Zuschauer       | Marktanteil | Marktanteil     |
| Datum        | Sendung                               | Uhrzeit   | Fernsehsender           | Moderation/Kommentar  | Gesamt    | 12 bis 49 Jahre | Gesamt      | 12 bis 49 Jahre |
| ------------ | ------------------------------------- | --------- | ----------------------- | --------------------- | --------- | --------------- | ----------- | --------------- |
| 18. Mai 2021 | Mr. Song Contest proudly presents (1) | 20:15 Uhr |                         | Moderator: Andi Knoll |           |                 |             |                 |
| 18. Mai 2021 | Erstes Halbfinale                     | 21:00 Uhr | Kommentator: Andi Knoll |                       |           |                 |             |                 |
| 20. Mai 2021 | Mr. Song Contest proudly presents (2) | 20:15 Uhr | Moderator: Andi Knoll   |                       |           |                 |             |                 |
| 20. Mai 2021 | Zweites Halbfinale                    | 21:00 Uhr | Kommentator: Andi Knoll |                       |           |                 |             |                 |
| 22. Mai 2021 | Mr. Song Contest proudly presents (3) | 20:15 Uhr | Moderator: Andi Knoll   |                       |           |                 |             |                 |
| 22. Mai 2021 | Finale                                | 21:00 Uhr | Kommentator: Andi Knoll |                       |           |                 |             |                 |

#### Schweiz
Im deutschsprachigen Teil der Schweiz wurden die beiden Halbfinale auf SRF zwei und das Finale auf SRF 1 übertragen. Im französischsprachigen Teil der Schweiz wurde nur das zweite Halbfinale auf RTS 2 sowie das Finale auf RTS 1 übertragen. Im italienischsprachigen Teil der Schweiz wurde nur das zweite Halbfinale auf RSI LA 2 und das Finale auf RSI LA 1 übertragen.
| Datum        | Sendung                             | Uhrzeit   | Fernsehsender            | Moderation/Kommentar                                              | Sprache     | Zuschauer  | Zuschauer       | Marktanteil | Marktanteil     |
| Datum        | Sendung                             | Uhrzeit   | Fernsehsender            | Moderation/Kommentar                                              | Sprache     | Gesamt     | 14 bis 49 Jahre | Gesamt      | 14 bis 49 Jahre |
| ------------ | ----------------------------------- | --------- | ------------------------ | ----------------------------------------------------------------- | ----------- | ---------- | --------------- | ----------- | --------------- |
| 18. Mai 2021 | Erstes Halbfinale                   | 21:00 Uhr |                          | Kommentator: Sven Epiney                                          | Deutsch     | 0,111 Mio. | 0,070 Mio.      | 10,5 %      | 13,9 %          |
| 20. Mai 2021 | Eurovision Song Contest – Countdown | 20:10 Uhr |                          |                                                                   | Deutsch     | 0,109 Mio. | 0,065 Mio.      | 7,9 %       | 10,2 %          |
| 20. Mai 2021 | Zweites Halbfinale                  | 21:00 Uhr | Kommentator: Sven Epiney | 0,263 Mio.                                                        | Deutsch     | 0,154 Mio. | 21,7 %          | 25,3 %      |                 |
| 20. Mai 2021 | Zweites Halbfinale                  | 21:00 Uhr |                          | Kommentatoren: Jean-Marc Richard & Nicolas Tanner                 | Französisch |            |                 |             |                 |
| 20. Mai 2021 | Zweites Halbfinale                  | 21:00 Uhr |                          | Kommentatorin: Clarissa Tami                                      | Italienisch |            |                 |             |                 |
| 22. Mai 2021 | Finale aus Rotterdam                | 21:00 Uhr |                          | Kommentator: Sven Epiney                                          | Deutsch     |            |                 |             |                 |
| 22. Mai 2021 | Finale aus Rotterdam                | 21:00 Uhr |                          | Kommentatoren: Jean-Marc Richard, Nicolas Tanner & Joseph Gorgoni | Französisch |            |                 |             |                 |
| 22. Mai 2021 | Finale aus Rotterdam                | 21:00 Uhr |                          | Kommentatoren: Clarissa Tami & Sebalter                           | Italienisch |            |                 |             |                 |

### Andere Länder

#### Fernsehübertragung
| Land                      | Erstes Halbfinale              | Erstes Halbfinale                            | Zweites Halbfinale             | Zweites Halbfinale                           | Finale                         | Finale                                                               |
| Land                      | Sender                         | Moderation/Kommentar                         | Sender                         | Moderation/Kommentar                         | Sender                         | Moderation/Kommentar                                                 |
| Teilnehmende Länder       | Teilnehmende Länder            | Teilnehmende Länder                          | Teilnehmende Länder            | Teilnehmende Länder                          | Teilnehmende Länder            | Teilnehmende Länder                                                  |
| ------------------------- | ------------------------------ | -------------------------------------------- | ------------------------------ | -------------------------------------------- | ------------------------------ | -------------------------------------------------------------------- |
| Australien                | SBS, SBS HD                    | Myf Warhurst und Joel Creasey                | SBS, SBS HD                    | Myf Warhurst und Joel Creasey                | SBS, SBS HD                    | Myf Warhurst und Joel Creasey                                        |
| Bulgarien                 | BNT 1                          | Elena Rosberg & Petko Kralev                 | BNT 1                          | Elena Rosberg & Petko Kralev                 | BNT 1                          | Elena Rosberg & Petko Kralev                                         |
| Dänemark                  | DR1                            | Henrik Milling und Nicolai Molbech           | DR1                            | Henrik Milling und Nicolai Molbech           | DR1                            | Henrik Milling und Nicolai Molbech                                   |
| Frankreich                | France 4                       | Laurence Boccolini                           | France 4                       | Laurence Boccolini                           | France 2                       | Stéphane Bern & Laurence Boccolini                                   |
| Finnland                  | Yle TV1                        | Mikko Silvennoinen (Finnisch)                | Yle TV1                        | Mikko Silvennoinen (Finnisch)                | Yle TV1                        | Mikko Silvennoinen (Finnisch)                                        |
| Finnland                  | Yle TV1                        | Eva Frantz & Johan Lindroos (Schwedisch)     | Yle TV1                        | Eva Frantz & Johan Lindroos (Schwedisch)     | Yle TV1                        | Eva Frantz & Johan Lindroos (Schwedisch)                             |
| Finnland                  | Yle TV1                        | Levan Tvaltvadze (Russisch)                  | Yle TV1                        | Levan Tvaltvadze (Russisch)                  | Yle TV1                        | Levan Tvaltvadze (Russisch)                                          |
| Griechenland              | ERT1, ERT Sports HD, ERT World | Maria Kozakou & George Kapoutzidi            | ERT1, ERT Sports HD, ERT World | Maria Kozakou & George Kapoutzidi            | ERT1, ERT Sports HD, ERT World | Maria Kozakou & George Kapoutzidi                                    |
| Italien                   | Rai 4, Rai 4 HD                | Ema Stokholma & Saverio Raimondo             | Rai 4, Rai 4 HD                | Ema Stokholma & Saverio Raimondo             | Rai 1, Rai 1 HD                | Gabriele Corsi & Cristiano Malgioglio                                |
| Malta                     | TVM                            | –                                            | TVM                            | –                                            | TVM                            | –                                                                    |
| Niederlande               | NPO 1                          | Cornald Maas & Sander Lantinga               | NPO 1                          | Cornald Maas & Sander Lantinga               | NPO 1                          | Cornald Maas & Sander Lantinga                                       |
| Norwegen                  | NRK1                           | Marte Stokstad                               | NRK1                           | Marte Stokstad                               | NRK1                           | Marte Stokstad                                                       |
| San Marino                | San Marino RTV                 | Lia Fiorio & Gigi Restivo                    | San Marino RTV                 | Lia Fiorio & Gigi Restivo                    | San Marino RTV                 | Lia Fiorio & Gigi Restivo                                            |
| Schweden                  | SVT1                           | Edward af Sillén & Christer Björkman         | SVT1                           | Edward af Sillén & Christer Björkman         | SVT1 / SVT24                   | Edward af Sillén & Christer Björkman (auf SVT24 mit Gebärdensprache) |
| Spanien                   | La 2                           | Tony Aguilar, Julia Varela & Víctor Escudero | La 2                           | Tony Aguilar, Julia Varela & Víctor Escudero | La 1                           | Tony Aguilar, Julia Varela & Víctor Escudero                         |
| Tschechien                | ČT2                            | Jan Maxián & Albert Černý                    | ČT2                            | Jan Maxián & Albert Černý                    | ČT1                            | Jan Maxián & Albert Černý                                            |
| Ukraine                   | UA:Perschyj                    | Timur Miroschnytschenko                      | UA:Perschyj                    | Timur Miroschnytschenko                      | UA:Perschyj                    | Timur Miroschnytschenko                                              |
| Vereinigtes Königreich    | BBC Four                       | Sara Cox, Chelcee Grimes & Scott Mills       | BBC Four                       | Sara Cox, Chelcee Grimes & Scott Mills       | BBC One                        | Graham Norton                                                        |
| Zypern                    | RIK 1, RIK Sat, RIK HD         | Louis Patsalides                             | RIK 1, RIK Sat, RIK HD         | Louis Patsalides                             | RIK 1, RIK Sat, RIK HD         | Louis Patsalides                                                     |
| Nicht teilnehmende Länder |                                |                                              |                                |                                              |                                |                                                                      |
| Kanada                    | Omni Television                | –                                            | Omni Television                | –                                            | Omni Television                | –                                                                    |
| Vereinigte Staaten        | Peacock                        | –                                            | Peacock                        | –                                            | Peacock                        | –                                                                    |
| weltweit                  | YouTube                        | –                                            | YouTube                        | –                                            | YouTube                        | –                                                                    |

#### Radioübertragung
| Land                | Erstes Halbfinale   | Erstes Halbfinale                | Zweites Halbfinale  | Zweites Halbfinale               | Finale              | Finale                        |
| Land                | Sender              | Moderation/Kommentar             | Sender              | Moderation/Kommentar             | Sender              | Moderation/Kommentar          |
| Teilnehmende Länder | Teilnehmende Länder | Teilnehmende Länder              | Teilnehmende Länder | Teilnehmende Länder              | Teilnehmende Länder | Teilnehmende Länder           |
| ------------------- | ------------------- | -------------------------------- | ------------------- | -------------------------------- | ------------------- | ----------------------------- |
| Italien             | Rai Radio 2         | Ema Stokholma & Saverio Raimondo | Rai Radio 2         | Ema Stokholma & Saverio Raimondo | Rai Radio 2         | Ema Stokholma & Gino Castaldo |
| San Marino          | Radio San Marino    | Lia Fiorio & Gigi Restivo        | Radio San Marino    | Lia Fiorio & Gigi Restivo        | Radio San Marino    | Lia Fiorio & Gigi Restivo     |
| Schweiz             | -                   | -                                | Radio SRF 3         | Judith Wernli, Eric Dauer        | Radio SRF 3         | Judith Wernli, Eric Dauer     |

## Eurovision Preview Partys

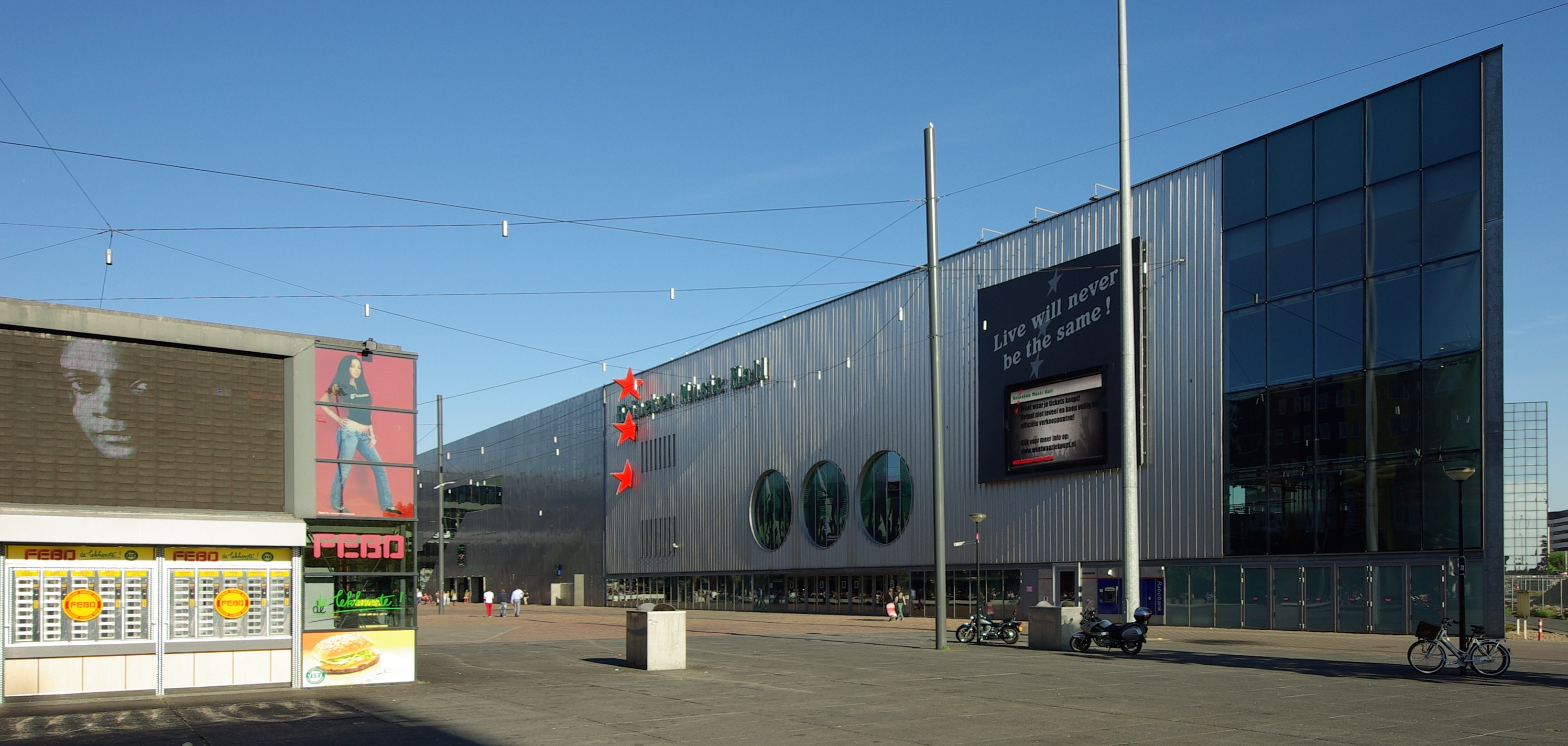
AFAS Live, Austragungsort des Eurovision In Concert

Jedes Jahr gibt es vor dem eigentlichen ESC noch einige Promotion-Events, wo sich die Teilnehmer im Ausland der Presse und den Fans präsentieren. Dazu dienen die Preview Partys (dt.: Vorschau-Feiern), die allerdings keine Pflichtveranstaltungen für die Teilnehmer des Eurovision Song Contests darstellen. Für 2021 war ein Promotion-Event geplant, wegen der anhaltenden COVID-19-Pandemie fand diese Veranstaltung jedoch nicht statt.

### Eurovision in Concert 2021
Das Eurovision in Concert 2021 hätte am 10. April 2021 im AFAS Live, einer Konzerthalle in Amsterdam, stattfinden sollen. Da das Event 2020 bereits abgesagt wurde, aber Tickets bereits verkauft wurden, sollten diese Tickets weiterhin für 2021 gelten. Am 16. Februar 2021 wurde die Veranstaltung erneut verschoben und soll 2022 nun erst wieder stattfinden. Die Tickets von 2020 gelten dann auch noch 2022.

## Kontroversen

### Kritik am zyprischen Beitrag
Nach der Veröffentlichung des Liedes El diablo kam es auf Zypern zum Aufruhr unter orthodoxen Christen. Sie fühlten sich von dem Lied angegriffen, da es den Teufel beinhalte. So wurde eine Online-Petition gegen das Lied gestartet, die 16.000 Menschen unterschrieben. Dort forderte die Orthodoxe Kirche Zyperns die Regierung dazu auf, dass das Lied als zyprischer Beitrag annulliert werde. Sie fordert darin, das Lied solle „durch ein anderes ersetzt werden, das unsere Geschichte, die Tradition und das, wofür wir stehen, zum Ausdruck bringt“. Ein Sprecher des zyprischen Präsidenten bestätigte, dass das Lied nicht zurückgezogen werde, und verwies auf die künstlerische Freiheit. Unbekannte drohten daraufhin wegen des Liedes telefonisch damit, die Zentrale des zyprischen Staatsrundfunks (RIK) in Brand zu setzen. Das Staatsfernsehen erklärte daraufhin, in dem Lied gehe es nicht etwa um die Huldigung des Teufels, sondern um den Kampf zwischen Gut und Böse und darum, dass eine junge Frau sich von einem Mann, einem Nichtsnutz, lösen wolle. Weiterhin sei ein Mann in das Rundfunkgebäude von RIK eingedrungen, habe Angestellte beschimpft sowie den Titel aufgrund vermeintlicher satanischer Konnotationen als Affront gegen das Christentum bezeichnet. Am Ende kam es zur Festnahme des Mannes durch die Polizei. Der Beitrag stand zudem in der Kritik, da das zugehörige Video große Ähnlichkeiten zum Musikvideo Love Me Land der schwedischen Popsängerin Zara Larsson aufweist.

### Disqualifikation von Belarus
Im Januar 2021 wurde eine Kampagne von der Belarusian Foundation for Cultural Solidarity gestartet, die das Ziel hatte, dass die Europäische Rundfunkunion (EBU) dem belarussischen Staatsfunk Belaruskaja Tele-Radio Campanija (BTRC) die Teilnahme am ESC 2021 entzieht und als EBU-Mitglied ausschließt. Auch die schwedische Partei Liberalerna startete eine Kampagne, Belarus vom ESC 2021 auszuschließen, ebenso die Fraktion der Allianz der Liberalen und Demokraten für Europa (ALDE) im Europäischen Parlament. Im Februar entgegnete der Generaldirektor der EBU, Noel Curran, der Eurovision Song Contest sei ein Musikwettbewerb ohne politische Agenda. Die EBU habe laut Curran stets das Ziel, den Wettbewerb nicht für politische Ansichten zu instrumentalisieren.
Am 9. März 2021 veröffentlichte der Staatsfunk BTRC dann seinen Beitrag zum Wettbewerb 2021. Die Veröffentlichung des Liedes stieß in der Fangemeinde des Wettbewerbes auf breite Kritik. So soll der Liedtext von Ya nauchu tebya einen starken politischen Kontext haben und damit gegen die Regeln des Wettbewerbs verstoßen. Daraufhin starteten Fans eine Onlinepetition, die die Disqualifikation des belarussischen Beitrags fordert; innerhalb von 24 Stunden fanden sich über 1.000 Unterschriften. Am 10. März 2021 stellten sich auch einige nationale und internationale Eurovision-Nachrichtenseiten wie Eurovoix gegen den belarussischen Beitrag und forderten die EBU dazu auf, den Beitrag zu disqualifizieren.
Am 11. März 2021 veröffentlichte die EBU unter dem Druck wachsender Kritik ein Statement bezüglich Belarus, in dem die belarussische Rundfunkanstalt BTRC aufgefordert wurde, den Text zu ändern oder den Beitrag auszutauschen. Laut EBU werde mit dem Text von Ya nauchu tebya gegen die geltenden Regeln des Wettbewerbs verstoßen. Sollte BTRC der Aufforderung nicht nachkommen, eine neue Version oder ein neues Lied einzureichen, werde die EBU das Land vom Wettbewerb 2021 disqualifizieren müssen.
Am 12. März 2021 gab der norwegische Delegationsleiter Stig Karlsen bekannt, dass er hinter der Entscheidung der EBU stehe, eine Textänderung zu fordern. Am darauf folgenden Tag sagte der umstrittene Präsident von Belarus, Aljaksandr Lukaschenka: „Sie üben mittlerweile Druck von allen Seiten auf uns aus. Sogar bei Eurovision, ich schaue darauf. Wer sind diese Leute dort? Gut, haben sie eben mehr Autorität. Wie sie sagen, gute PR. Trotzdem, wir werden ein neues Lied machen, keine Frage.“ BTRC selbst äußerte, abzuwarten und Fragen erst zu beantworten, sobald eine Entscheidung stünde. Am 14. März 2021 sagte der Frontsänger der belarussischen Gruppe Galasy ZMesta, Dmitry Butakov, er fände den Text nicht politisch. Zum Song Contest selbst wollte er allerdings keine Fragen beantworten.
Am 26. März 2021 gab die EBU bekannt, dass Belarus nicht am Eurovision Song Contest 2021 teilnehmen werde. Ein zweites Lied der Band Galasy ZMesta mit dem Titel Pesnyu pro zaytsa (russisch Песню про зайца) war innerhalb des vereinbarten Zeitrahmens eingereicht, jedoch ebenfalls von der EBU als nicht den Regularien entsprechend beurteilt worden. Da Belarus somit keinen geeigneten Beitrag innerhalb der Frist eingereicht hatte, erfolgte seine Disqualifikation. Der Chef der staatlichen Fernseh- und Rundfunkgesellschaft kritisierte diese Entscheidung als politisch motiviert und sprach von einer „absoluten Schande“.

### Kontroverse um Musikvideo aus Nordmazedonien
Das in der nordmazedonischen Staatsgalerie gefilmte und am 11. März 2021 veröffentlichte Musikvideo des Sängers Vasil löste eine heftige Diskussion um eines der gezeigten Kunstwerke aus, das an die bulgarischen Landesfarben Weiß, Grün und Rot erinnert. Dabei handelte es sich um ein Kunstwerk, das dem Turiner Grabtuch nachempfunden ist und nach einer Renovierung, lange vor dem Dreh, in falscher Reihenfolge aufgehängt wurde. Zusätzlich wurde ein Video aus dem Vorjahr bekannt, in dem der Sänger über seine bulgarischen Wurzeln sprach. Diese Aussage und das Kunstwerk veranlassten einige Nordmazedonier, einen Shitstorm über Vasil auszulösen. Auch seine bis dato tabuisierte sexuelle Orientierung machte ihn zur Zielscheibe homophober Attacken. Das Video wurde nur ein paar Tage später auf öffentlichen Druck bearbeitet und ohne das Kunstwerk wiederveröffentlicht.
Am 16. März 2021 nahm der Sänger Stellung und machte deutlich, dass es nie seine Absicht gewesen sei, jemanden zu verletzen. Der Sender MRT gab am selben Tag bekannt, dass er die Sachlage analysieren und die Entscheidung bald bekanntgeben werde. Dabei blieb offen, ob das Land über einen Rückzug oder andere Konsequenzen nachdachte. Parallel wurden Petitionen ins Leben gerufen, die offiziellen Druck aufbauen und den MRT zu Ersterem bewegen sollten. In bulgarischen Medien wurde berichtet, dass Vasil vom nordmazedonischen Staatsschutz bezüglich einer gezielten probulgarischen Propaganda befragt worden sei. Es war das erste Mal, dass ein Vertreter einer ethnischen Minderheit aus Nordmazedonien beim ESC im eigenen Land so angefeindet wurde.
Am 23. März gab dann der Sender bekannt, dass es keine Konsequenzen geben und Vasil das Land vertreten werde.

### Kritik am russischen Beitrag
Nach ihrem Sieg beim Vorentscheid sah sich die russische Vertreterin Manizha großer Kritik in Russland ausgesetzt. Unter anderem wurde kritisiert, dass sie Russland aufgrund ihrer tadschikischen Wurzeln nicht vertreten solle bzw. dass ihr Lied nicht russisch genug sei. Gleichzeitig wurde von anderer Seite bemängelt, dass das Lied zum Teil auf Russisch sei, was die Chancen Russlands beim Eurovision Song Contest verschlechtern würde. Auch wurde die feministische Botschaft des Liedes Russian Woman kritisiert. Unter anderem kritisierten Abgeordnete des russischen Parlaments die „anti-russische“ Botschaft des Liedes. In der Folge erfuhr Manizha Unterstützung von einigen früheren russischen ESC-Teilnehmern, wie dem Sieger des ESC 2008, Dima Bilan, und dem Flüchtlingskommissariat der Vereinten Nationen, das es begrüßte, dass Manizha, die aus Tadschikistan nach Russland geflohen war, Russland beim Eurovision Song Contest vertreten würde. In einem Interview mit der BBC am 24. März 2021 erzählte Manizha von dem Hass, der ihr entgegenschlug, und von Todesdrohungen, die sie erhalten hat.

### Kritik am lettischen Musikvideo
Nach der Veröffentlichung des lettischen Beitrages von Samanta Tīna startete der bis dahin wenig bekannte Musiker Kaspars Pudniks eine Petition, welche die Absetzung Tīnas als Vertreterin Lettlands forderte. Es sei nicht akzeptabel, dass das Video offen für LGBT-Rechte werbe und dessen Werte fördere und unklar sei, welche Ziele die Sängerin mit dem Musikvideo beabsichtige. Vor dem internationalen Publikum solle nicht der Eindruck erweckt werden, dass LGBT-Angehörige in Lettland willkommen seien. Man müsse die traditionelle Familie und die lettische Kultur schützen. Hätte es eine Vorentscheidung mit Telefonabstimmung gegeben, wäre laut Pudniks dieser Beitrag nicht gewählt worden. Video und Text enthielten weiterhin auch satanische Inhalte. Pudniks forderte den Rundfunk auf, das betreffende Bildmaterial zu entfernen. Außerdem solle ein möglicher Verstoß gegen das lettische Verwaltungsgesetz geprüft werden. Ende März berichtete Tīna, dass gegen sie Anzeige erstattet wurde, da der Inhalt des Videos zu erotisch sei.
Der Rundfunk stellte sich daraufhin hinter die Sängerin und sagte, dass es richtig gewesen sei, Samanta Tīna auch 2021 teilnehmen zu lassen. Der Facebook-Beitrag, in welchem Pudniks seine Ansichten darlegte, wurde wenig später aufgrund von Hassrede entfernt. Die Sängerin sagte später, dass sie immer bereit sei, sich Kritik anzuhören, jedoch kein Verständnis für die Hasskommentare, welche über sie im Internet geschrieben wurden, habe. Sie habe zu keiner Zeit jemandem etwas getan.

## Sonstiges
- Jedes Land musste im Vorhinein einen Live-on-Tape-Auftritt aufnehmen, der gezeigt werden konnte, falls Künstler nicht nach Rotterdam reisen konnten. Im Rahmen von Eurovision Song Celebration: Live-On-Tape werden die Aufnahmen der Kandidaten veröffentlicht. Hierbei werden am 28. Mai die Auftritte der Kandidaten gezeigt, die sich nicht für das Finale qualifizieren konnten und am 29. Mai die Auftritte, die im Finale zu sehen waren.[139][140] Am 20. April 2021 wurde bekanntgegeben, dass die australische Delegation nicht anreisen könne, weshalb auch im eigentlichen Wettbewerb die Live-on-Tape-Version von Montaigne gezeigt wurde.[141]
- Erstmals seit der Einführung des Douze-Points-Votingschemas im Jahr 1975 bekamen mehr als zwei Länder bei einer Abstimmung im Rahmen des Songcontest 0 Punkte. Zum letzten Mal erhielten 1965 vier Länder keine Punkte.
- Wenn das alte Votingsystem angewendet worden wäre, welches bis zum Jahr 2016 Gültigkeit besessen hat (Kombination aus Jury und Publikum), hätte Frankreich mit 284 Punkten gewonnen; Italien wäre mit 283 Punkten denkbar knapp Zweiter geworden.[142]
- Zum ersten Mal in der Geschichte des neuen Votingsystems (seit 2016) bekam das Gastgeberland ( Niederlande) keine Zuschauerpunkte.
- Albanien sowie  Russland erhielten beide die gleiche Startnummer aus 2019.
- Aserbaidschan: Der aserbaidschanische Beitrag enthielt zum ersten Mal einen Songtext zum Teil in Landessprache. Weiterhin ist es der zweite Eurovisions-Titel mit dem Namen Mata Hari. Der erste Beitrag mit diesem Namen wurde 1976 von Anne-Karine Strøm gesungen.
- Australien qualifizierte sich erstmals in der Geschichte des Wettbewerbs nicht für das Finale. Somit bleibt die  Ukraine das einzige Land, das sich seit Einführung der Halbfinals bei jeder Teilnahme für das Finale qualifiziert hat.
- Island: Ein Bandmitglied von Daði og Gagnamagnið wurde am Tag vor dem 2. Semi-Finale positiv auf SARS-CoV-2 getestet, aus diesem Grund wurden die Aufnahmen aus der 2. Probe verwendet.[143]
- Italien: Es ist erst der zweite Sieg eines Landes der Big Five seit der Einführung dieser Regel im Jahr 1999. Der erste Sieg eines Big-Five-Landes war Deutschland im Jahr 2010. Außerdem ist es das erste Mal, dass nicht nur der Sieger, sondern auch der Zweitplatzierte ( Frankreich) ein Big-Five-Land ist, wohingegen die anderen drei Big-Five-Länder die letzten drei Plätze belegen.
- San Marino: Senhit trat in ihrem Halbfinale als Erste, im Finale hingegen als Letzte auf. Zudem erhielt das Land erstmals in einem Finale die Höchstwertung von 12 Punkten.
- Österreich und  Slowenien: Zum zweiten Mal in der Geschichte des Eurovision Song Contest hatten zwei Beiträge im selben Jahr den gleichen Titel. Dies war bisher nur 2015 der Fall.
- Vereinigtes Königreich: Erstmals seit der Einführung des neuen Votingsystems im Jahr 2016 blieb ein Land vollkommen ohne Punkte. Für das Vereinigte Königreich war es das zweite Mal überhaupt in der Geschichte, nach 2003.
- Schweiz und  San Marino: Beide Länder schafften es das erste Mal in ihrer Geschichte sich zweimal hintereinander aus einem Halbfinale zu qualifizieren. Während San Marino das erste Mal überhaupt zweimal hintereinander am Finale teilnahm, schaffte dies die Schweiz bereits 2005 und 2006, war jedoch 2006 aufgrund des Vorjahresresultats bereits im Finale gesetzt.
- Mit dem Barbara-Dex-Award für das auffälligste Outfit wurde der norwegische Teilnehmer TIX ausgezeichnet.[144]
- Griechenland hatte Startnummer 10 und lag sowohl in der Jury-, in der Zuschauer-, als auch in der Gesamtwertung auf Platz 10.
- Alle Top-3-Länder haben bereits am ersten Eurovision Song Contest 1956 teilgenommen. Dies war zuletzt 1986 (Belgien, die Schweiz, Luxemburg) der Fall.
- Israel: Die Israelische Sängerin Eden Alene hält den Rekord für den höchsten gesungenen Ton an einem Eurovision Song Contest, dies mit einem B6 (dreigestrichenes h (h''') bzw. H6).
- Italien: Mit Thomas Raggi (* 18. Januar 2001) stellt Måneskin den ersten Sieger, der im 21. Jahrhundert geboren wurde.
- Kroatien: Obwohl sich Albina im Halbfinale sowohl bei den Juries als auch beim Televoting in den Top 10 befand, belegte sie schlussendlich den 11. Platz im Halbfinale und qualifizierte sich somit nicht für das Finale.